# Bazylika archikatedralna św. Jakuba w Szczecinie
Bazylika Archikatedralna świętego Jakuba Apostoła – główny kościół rzymskokatolicki Szczecina. Zlokalizowany na Starym Mieście, ul. św. Jakuba 1. Drugi po bazylice licheńskiej pod względem wysokości kościół w Polsce. Główna świątynia metropolii szczecińsko-kamieńskiej. Jest to ceglana, trzynawowa hala z obejściem oraz wieńcem kaplic pomiędzy wewnętrznymi szkarpami.  

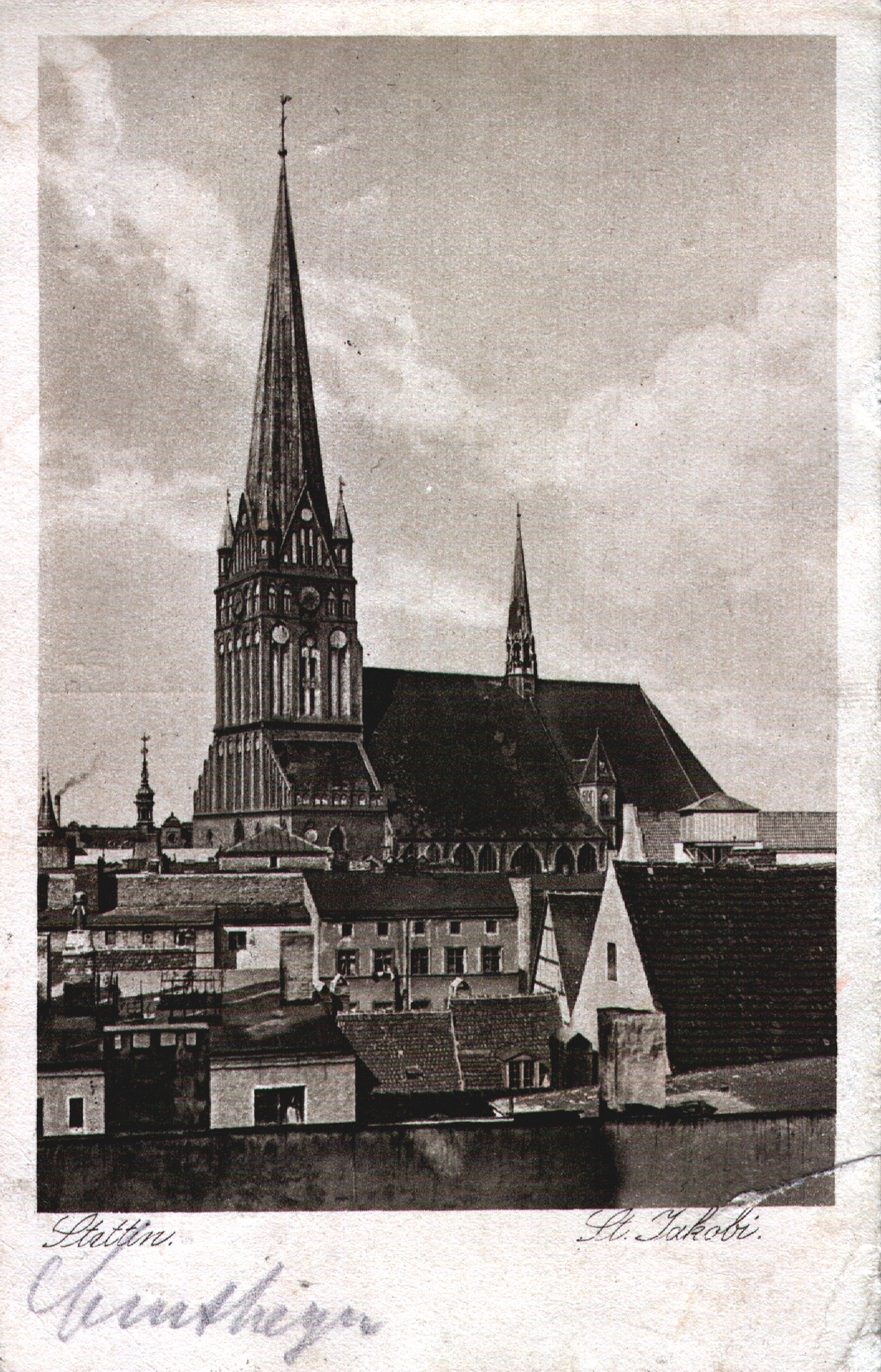
Świątynia luterańska Sankt Jakobi w 1922 z wieżą o wys. 119 m

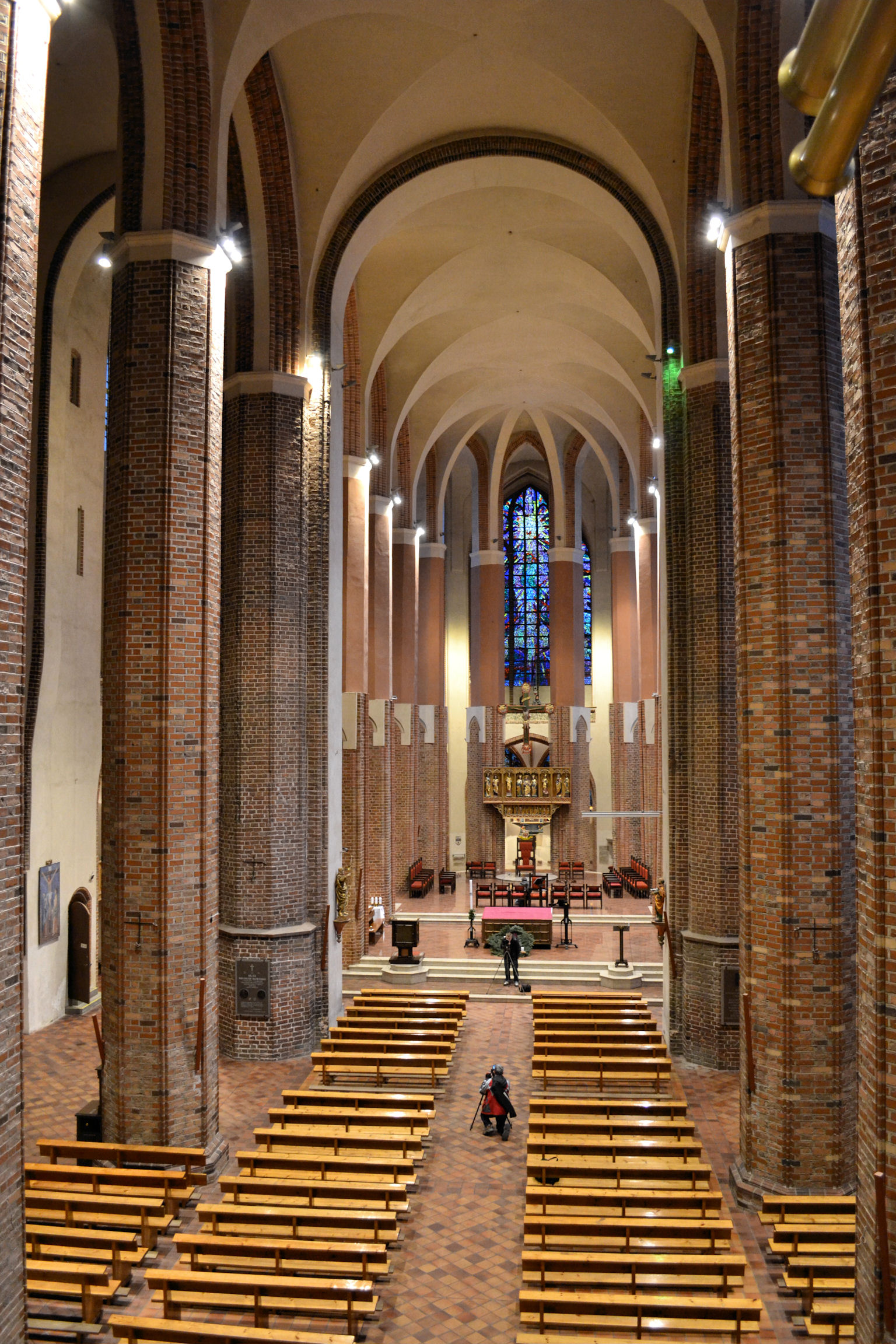
Nawa główna archikatedry św. Jakuba

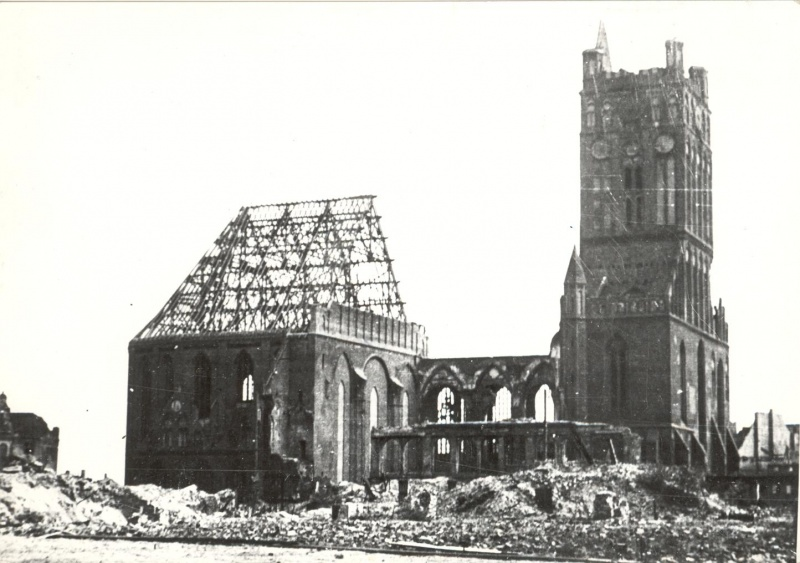
Ruiny kościoła w końcu lat 40 XX wieku

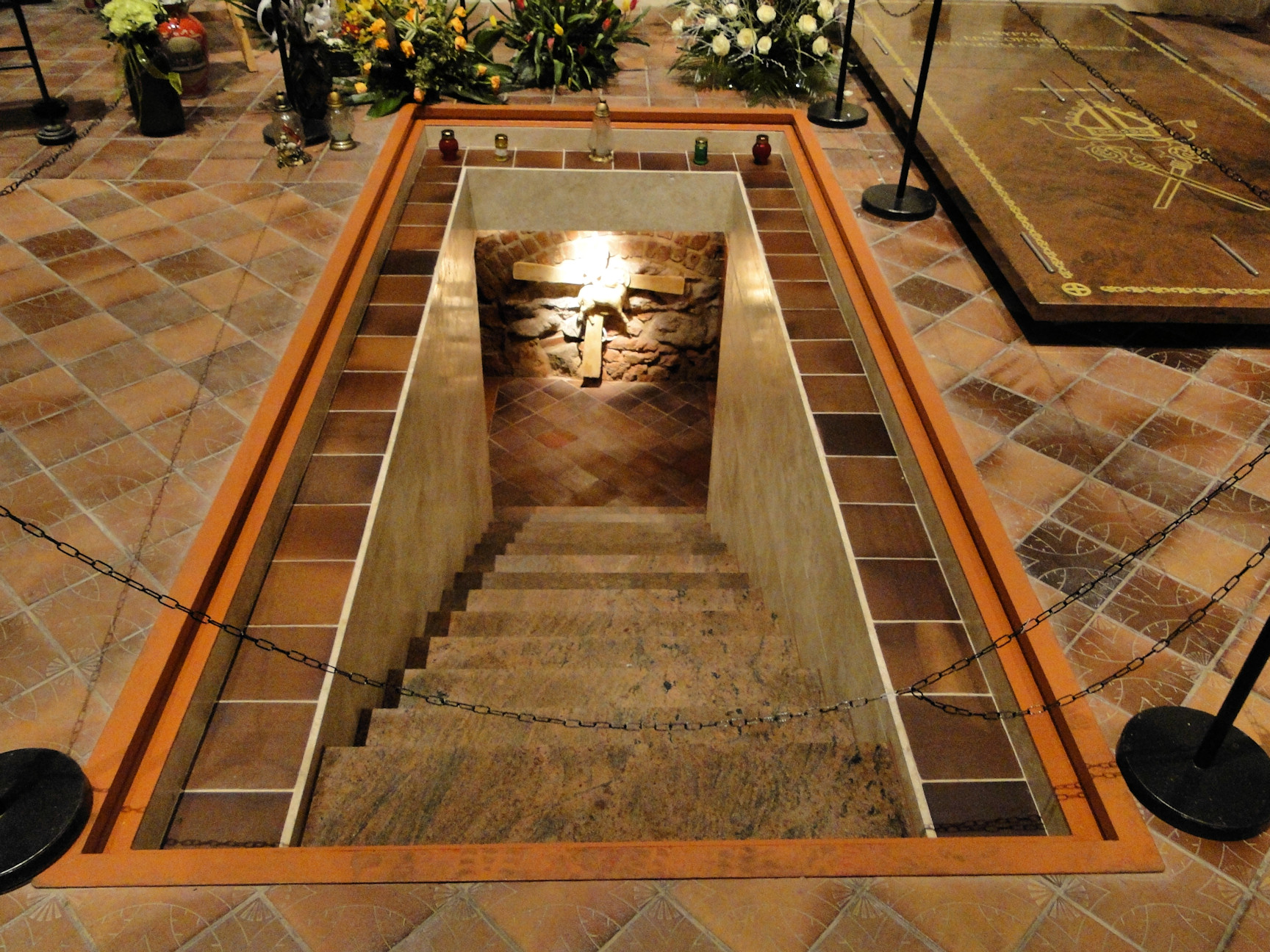
Wejście do krypty

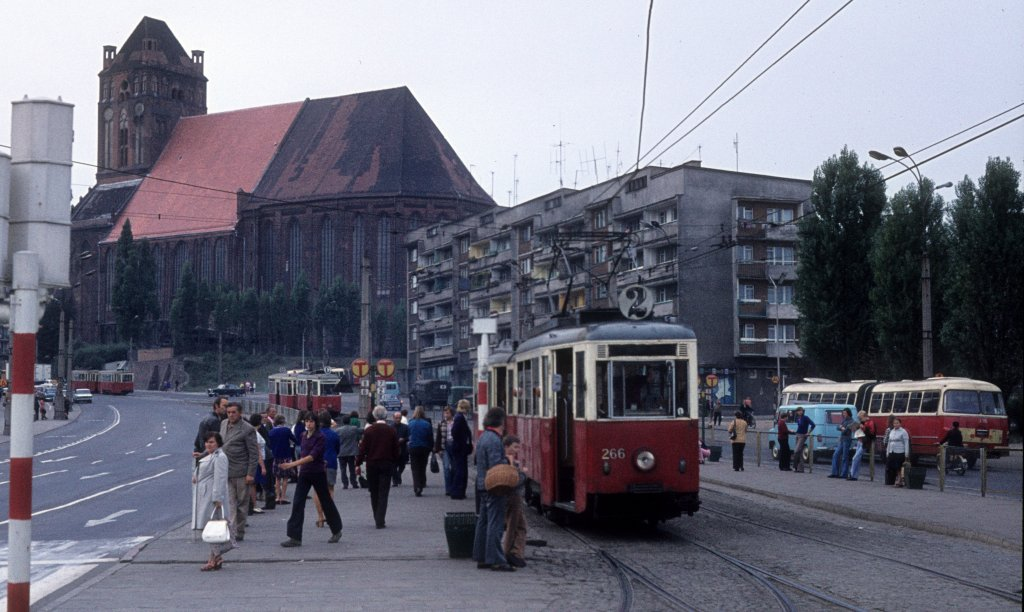
Katedra w 1975 roku, ówczesna ul. Wielka

## Znaczenie
W średniowieczu wraz z nieistniejącym od 1831 kościołem NMP pełnił funkcję fary miejskiej, od 1534 do 1945 roku należał do pomorskiej gminy luterańskiej.
Pod względem architektonicznym wzniesiona w XIV i XV stuleciu świątynia należy do dzieł gotyku ceglanego – charakterystycznego dla krajów nadbałtyckich stylu w architekturze gotyckiej. Spośród budowniczych kościoła wyróżnia się Hinrich Brunsberg i jego warsztat, działający na terenie Pomorza i sąsiedniej Brandenburgii. Znacznie zniszczony podczas II wojny światowej kościół został odbudowany w latach siedemdziesiątych XX w. z poszanowaniem historycznego wyglądu świątyni, z wyjątkiem zniszczonej części ściany północnej, która została odbudowana niezgodnie ze stylem gotyckim. Obecnie realizowany jest projekt regotyzacji tej ściany wraz z przebudową przylegających do niej pomieszczeń.
Wewnątrz umieszczono wtórnie kilka dzieł plastyki gotyckiej w tym retabula ołtarzowe z Ciećmierza, Chojny i Lubeki. Z wystroju nowożytnego zachowało się kilka epitafiów i rzeźb.
W 1972 roku kościół stał się kościołem katedralnym diecezji szczecińsko-kamieńskiej, od 1992 archidiecezji.

## Historia
Świątynia została wzniesiono na niewielkim wzgórzu poza murami miasta na wzór kościoła klasztornego benedyktynów pw. św. Michała Archanioła w Bambergu . Za fundatora uważa się bogatego mieszczanina Beringa z Bambergu, który prawdopodobnie traktował nową świątynię jako wotum za dzieło misyjne ewangelizacji Pomorza, dokonane przez jego słynnego rodaka – Ottona z Bambergu, zwanego Apostołem Pomorza. W źródłach podaje się datę 25 lipca 1187 jako datę konsekracji. Dokonał tego ówczesny biskup kamieński Zygfryd, w obecności księżnej Anastazji, wdowy po Bogusławie I.  Była to trzecia z kolei świątynia chrześcijańska w mieście Szczecin. Powstała wówczas samodzielna parafia, nad którą patronat objął klasztor Benedyktynów z Bambergu. W 1220 lub 1221 r. w kościele pochowany został książę pomorski Bogusław II .
W drugiej fazie rozbudowy (od początku II połowy XIII w.) wzniesiono dwuwieżowy masyw zachodni. Powstała trzynawowa, bezprzyporowa, gotycka, ceglana bazylika o szerokości 25 m, długości 30 m i wysokości naw bocznych 8,5 m. Kościół posiadał pięcioboczne prezbiterium z ambitem, obok którego znajdowała się wolnostojąca kaplica. Prace obejmowały ponadto przystosowanie obiektu do przykrycia go sklepieniem. W tym czasie rozpoczęto też bazylikowy chór . Prace zostały przerwane około roku 1320, a wznowione jakieś pięćdziesiąt lat później . W roku 1375 ponownie podjęto prace nad świątynią . Została zmieniona koncepcja chóru z bazylikowego na halowy, z wciągniętymi do wnętrza skarpami. Układ halowy powstał poprzez gruntowną przebudowę części wschodniej świątyni. Polegało to na podwyższeniu naw bocznych w części prezbiterialnej i stworzeniu w ten sposób układu halowego.
Po roku 1380 między wciągniętymi do wnętrza przyporami wokół ambitu powstał rząd kaplic o wysokości równej halowemu ambitowi. W źródłach pisanych z lat 1380–1387 (Liber s. Jacobi) pisze się o poświęceniu tych kaplic, a w dokumencie z roku 1407 jest wzmianka o nowym chórze . W I połowie XIV wieku oraz w wieku XV miała miejsce przebudowa południowej ściany korpusu nawowego pod kierunkiem być może Hinricha Brunsberga (spotykany też w źródłach jako Henryk z Braniewa). Ta ściana otrzymała bardzo dekoracyjny wygląd (widoczny do dziś) z licznymi lizenami, wimpergami i płycinami bogato zdobionymi glazurowanymi kształtkami. Jednocześnie zachowując pierwotny układ przestrzenny.
W 1456  roku zawaliła się (z nieznanych przyczyn) wieża południowa, co spowodowało zniszczenie zachodniej części korpusu nawowego i sklepień w przęsłach zachodnich. W II poł. XV w. odbudowano korpus nawowy w układzie halowym (w nawiązaniu do istniejącego już halowego prezbiterium) oraz zbudowano jedną centralną wieżę (w miejsce istniejących poprzednio dwóch), pod kierunkiem mistrza Jana (Johanna) Benecke. Prace przy zakończone zostały w 1503 roku , lub 1504 roku. Była to generalna i największa w dziejach kościoła przebudowa kościoła. Przy przebudowie zmieniono również układ przestrzenny na halowy.
W 1534 roku na sejmiku trzebiatowskim wprowadzono obowiązującą w księstwie religię luterańską , a kościół stał się świątynią protestancką. W wyniku tych zmian patronat nad kościołem św. Jakuba objął książę Barnim IX (syn Bogusława X  i Anny Jagiellonki).
Podczas bombardowania miasta w czasie oblężenia przez wojska brandenburskie 16 sierpnia 1677 roku, w wyniku pożaru wywołanego pociskiem armatnim, kościół został wraz z wyposażeniem poważnie uszkodzony i zniszczony przez pożar . Zniszczeniu uległa wieża, sklepienia korpusu oraz część gotyckiego wyposażenia świątyni: spłonęły gotyckie ołtarze, ambona, organy, dzwony oraz biblioteka. 
Odbudowę po pożarze rozpoczęto w roku 1693. Wnętrze kościoła otrzymało barokowe sklepienia, a w latach 1690–1744 (1720) kościół wyposażono w nowe barokowe sprzęty (bagato rzeźbioną ambonę), prospekt organowy, w 1711 powstał nowy, dwukondygnacyjny ołtarz z nadstawą sięgającą niemal do sklepienia – ołtarz główny projektu Erharda Löfflera, stalle, świeczniki doskonałej roboty i bogaty wystrój kaplic .
Pod koniec XIX w. rozpoczęto generalną renowację świątyni. W jej ramach powstał (1894) nowy, smukły hełm o wysokości 119 m wieńczący katedralną wieżę, kościół wyposażony został w instalację elektryczną i grzewczą. W trakcie prac doszło do katastrofy budowlanej – zawaleniu uległ dobudowywany hełm wieży.
W 1944 roku w wyniku bombardowania miasta budynek uległ bardzo poważnemu uszkodzeniu. Całkowicie zniszczony został dach korpusu nawowego i hełm wieży oraz więźba dachowa . 75 procent sklepień, północna część korpusu nawowego, elewacja budowli i wnętrza zostały wypalone . Ucierpiało bardzo również wyposażenie.
W latach 1947–1949 ruiny kościoła tymczasowo zabezpieczono przed niszczeniem. Prezbiterium przykryto sklepieniem i wzniesiono ściany oddzielające go od praktycznie nieistniejącego korpusu nawowego.
Zgodę na odbudowę kościoła wydano 27 kwietnia 1971 roku, a samą odbudowę rozpoczęto wraz z przekazaniem świątyni na własność Konferencji Episkopatu Polski oraz ze wskrzeszeniem diecezji szczecińsko-kamieńskiej bullą papieską papieża Pawła VI z 28 czerwca 1972 roku . Autorami projektu odbudowy zostali szczecińscy architekci: Stanisław Latour  i Adam Szymski. Projekt zakładał rekonstrukcję , odbudowę świątyni w jej historycznym kształcie, z wyjątkiem elewacji północnej, której nadano nowoczesną formę. Z powodu poważnego naruszenia murów wieży, nie zdecydowano się ówcześnie na odbudowę wieńczącej jej hełmu. Między rokiem 1972 a 1974 budowlę odbudowano . Pracami budowlanymi kierował proboszcz ks. Julian Janas.
Poświęcenie odbudowanej części chórowej nastąpiło 8 października 1972 roku, a dokonał tego prymas Polski kard. Stefan Wyszyński . Nastąpiło to podczas ingresu pierwszego biskupa szczecińsko – kamieńskiego ks. biskupa Jerzego Stroby . Korpus nawowy poświęcono nieco ponad dwa lata później 8 listopada 1974 roku podczas uroczystej sesji Episkopatu Polski z okazji 850-lecia chrztu Pomorza Zachodniego . Uroczystej konsekracji katedry dokonał biskup diecezjalny Kazimierz Majdański, a odbyła się ona 31 maja 1982 roku . W dniu 23 maja 1983 roku papież Jan Paweł II podniósł kościół do rangi bazyliki mniejszej. W tym samym roku firma organmistrzowska Edmunda Kamińskiego wybudowała 9 głosowe mechaniczne organy, zlokalizowane niedaleko prezbiterium.
11 czerwca 1987 roku bazylikę odwiedził Ojciec Święty Jan Paweł II II .
Od 1980 roku nad właściwym wyposażeniem wnętrza czuwał Roman Kostynowicz (najpierw proboszcz, później kustosz katedry). Pomagali mu administrator Waldemar Michałowski  oraz późniejszy proboszcz Andrzej Offmański.
W latach 1980–1981 dach pokryto blachą miedzianą (firma Józefa Hermanowicza z Gorzowa) , w latach 1982–1983 nastąpiło malowanie wnętrz (firma Antoniego Juszczaka z Poznania) , w kolejnych latach wstawiono oszklenia witrażowego do sześciu okien (projekt Ireny Kisielewskiej, l. 1983-1990)  i trzech kolejnych (projekt Wiktor Ostrzołek, l. 1990-1991) . W latach 1982–1989 przedłużono prezbiterium i wyposażono je w ołtarz i stalle kanonickie oraz siedzisko biskupie (projekt Kazimierza Bieńkowskiego) . W latach 1982–1989 kaplice Najświętszego Sakramentu, Chrzcielna i prezbiterium wyposażono w trzy zabytkowe tryptyki . W roku 1983 zbudowano dziewięciogłosowe organy boczne (firma Kamiński – Jacobi) . W roku 1990 zaczęto tworzyć Muzeum Diecezjalne na emporze południowej bazyliki .
W 2007 roku rozpoczęła się przebudowa zwieńczenia wieży w celu przywrócenia jej dawnej sylwetki. 12 stycznia 2008 roku na wieży postawiono strzelisty hełm (zob.: [zdjęcie]), w którym znalazły się punkty widokowe. Po odbudowie hełmu, archikatedra mierzy 110,18 m i jest drugim pod względem wysokości budynkiem w Szczecinie (po wieżowcu Pazim, który wraz z masztem antenowym liczy 113 m wysokości) oraz drugą co do wysokości świątynią w Polsce (po bazylice w Licheniu – 141,5 m).
15 czerwca 2008 uroczyście poświęcone zostały 66 głosowe organy, wybudowane przez firmę Dariusza Zycha z Wołomina.
23 października 2009 w bazylice archikatedralnej spoczął drugi ordynariusz diecezji, pierwszy metropolita szczecińsko-kamieński arcybiskup senior Marian Przykucki. Do czasu przygotowania krypty biskupiej trumna z ciałem byłego metropolity spoczywała w jednej z kaplic bocznych.
W dniu 7 maja 2010 roku w krypcie został pochowany, zmarły 1 maja 2010, arcybiskup Zygmunt Kamiński.
8 października 2010 na dachu archikatedry zainstalowana została nowa sygnaturka, była przygotowywana od jesieni 2009; ma ona 18 metrów wysokości.

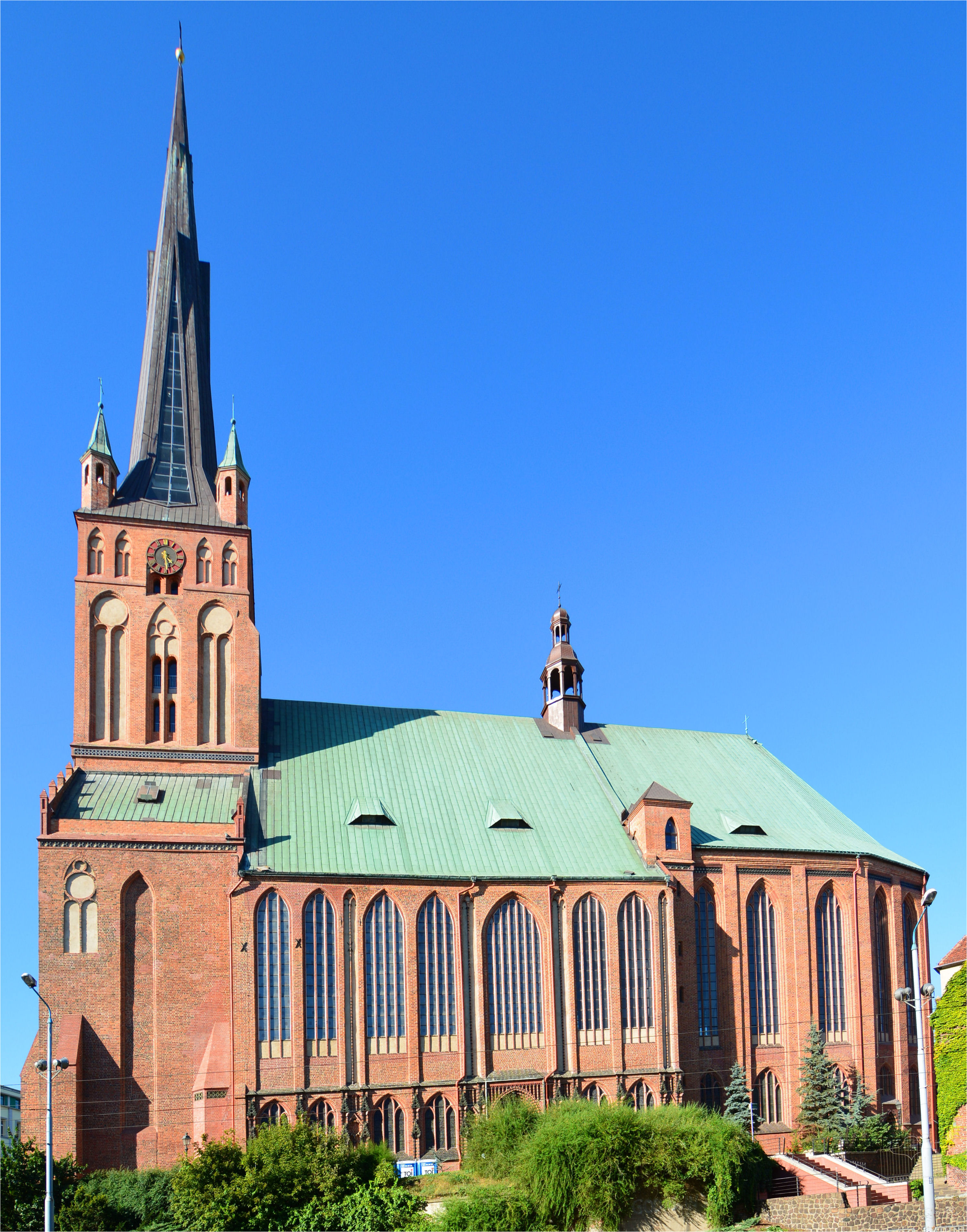
Elewacja południowa
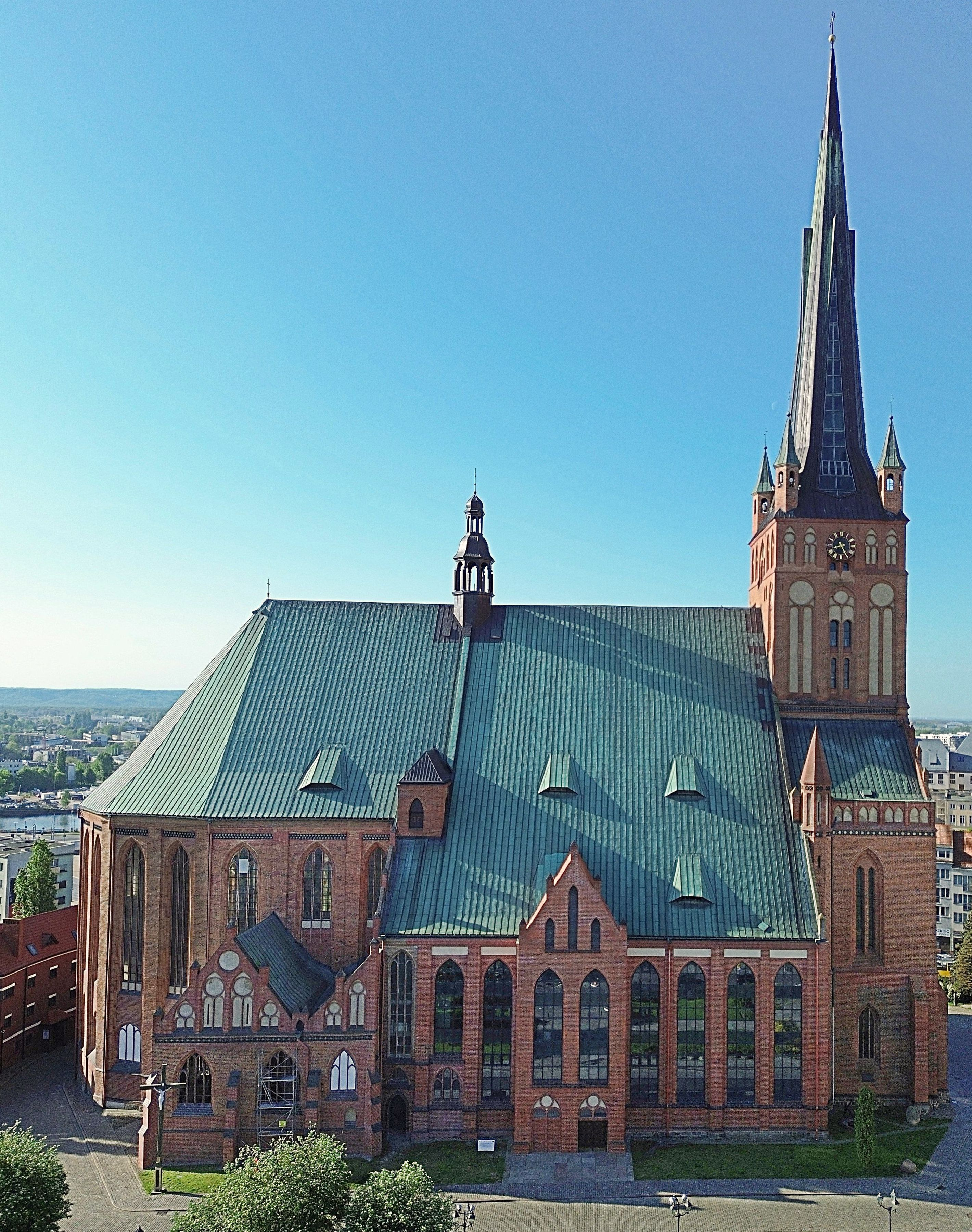
Elewacja północna, 2024 r.
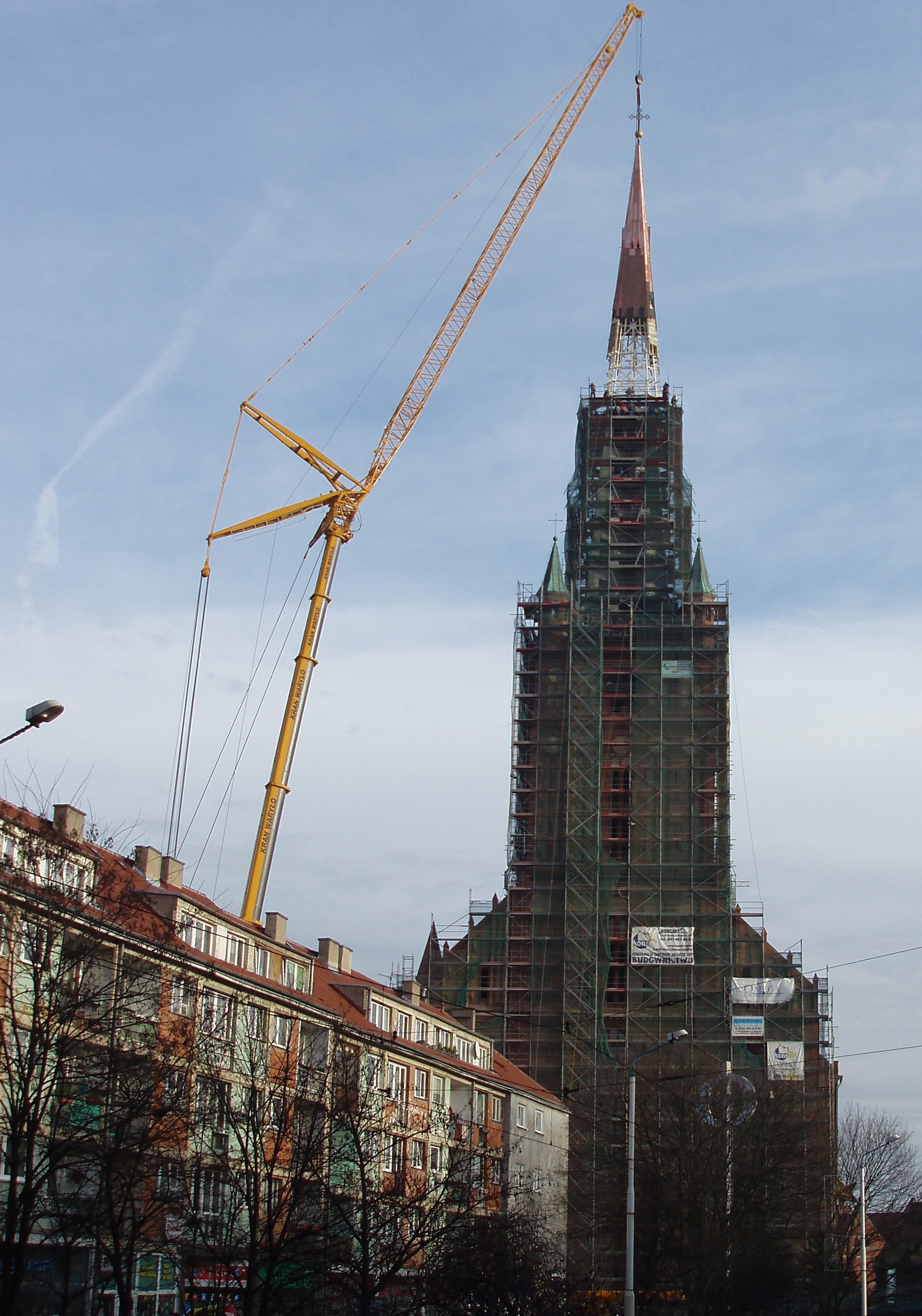
Rekonstrukcja hełmu wieży, 2008 r.
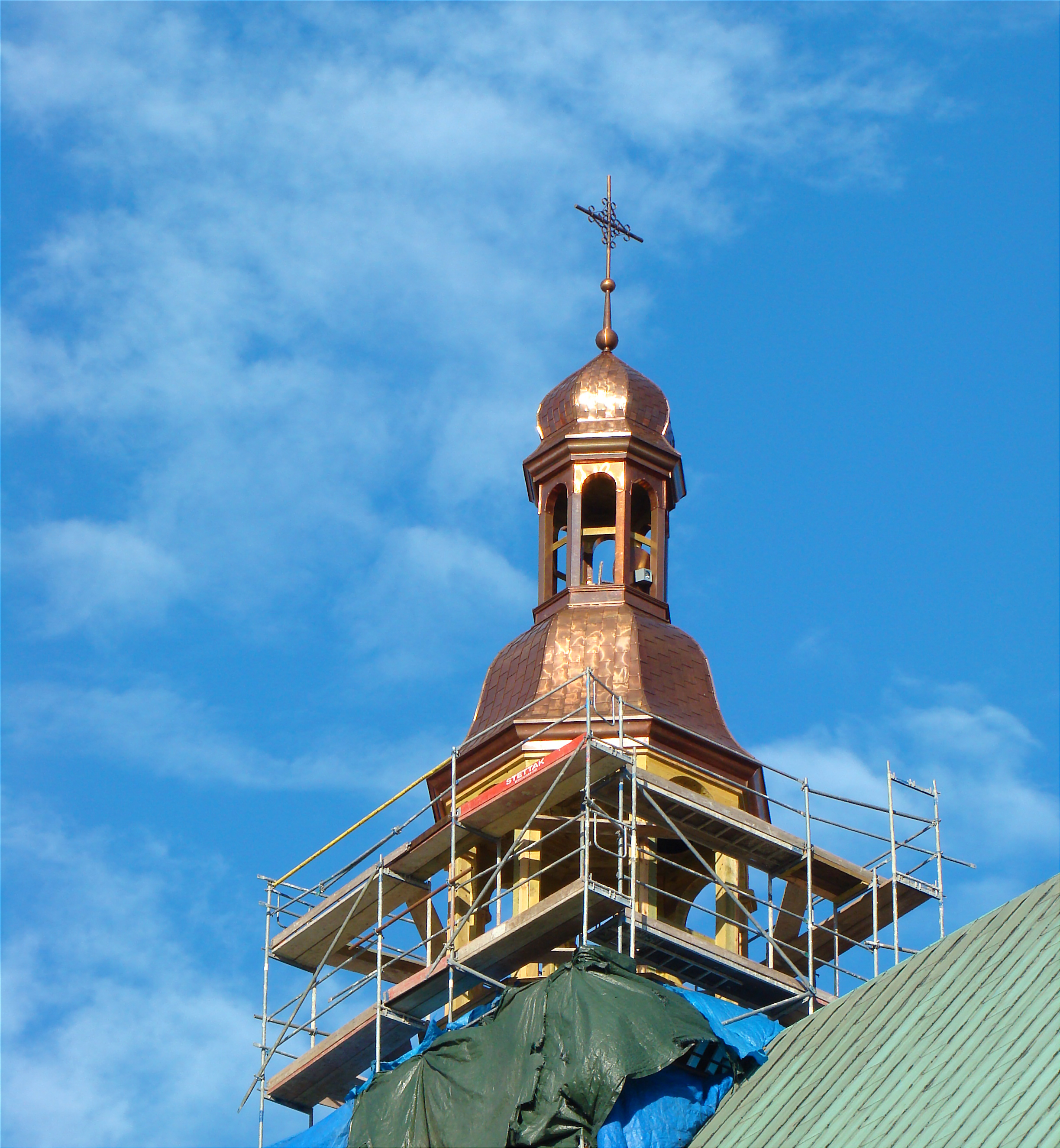
Rekonstrukcja sygnaturki

## Wyposażenie

### Prezbiterium
Prezbiterium pochodzi z lat 1375-1387. Centralne miejsce w prezbiterium zajmuje obszerny, czworoboczny stół ołtarzowy, ufundowany na dziesięciolecie istnienia diecezji szczecińsko-kamieńskiej w 1982. Jego boki ozdabiają odlane w mosiądzu płaskorzeźby. Od strony zachodniej, pośrodku, umieszczono wizerunek Matki Boskiej, a po jej obu stronach płaskorzeźby dwunastu apostołów. Na pozostałych ścianach bocznych ołtarza umieszczono wizerunki szeregu osób związanych z historią kościoła ma Pomorzu, w Polsce i na świecie, poczynając od okresu chrystianizacji (św. Otton z Bambergu, książę Warcisław I), a kończąc na czasach niemal współczesnych (św. Maksymilian Maria Kolbe, prymas Stefan Wyszyński, papież Jan Paweł II). Ołtarz i ambonę zaprojektował i wykonał Kazimierz Bieńkowski z Warszawy.
Po stronie wschodniej prezbiterium, na dwóch filarach, zawieszony został ołtarz – tryptyk. Stanowi on kompilację kilku zniszczonych ołtarzy. W zrekonstruowanej w 1981 szafie umieszczono 18 płaskorzeźb z ok. XV wieku. Najcenniejszą z nich jest postać Matki Boskiej z Dzieciątkiem wykonana w typie „Pięknej Madonny” – pochodząca z Mieszkowic. Obok znajdują się, wywodzące się z kościoła w Chojnie, podobizny sześciu świętych niewiast oraz dwóch biskupów: św. Ottona i św. Wojciecha. Z Żukowa zaś pochodzą rzeźby dziewięciu apostołów w predelli. Trzy figury zostały wykonane współcześnie.
Nad ołtarzem umieszczony został późnogotycki krucyfiks z Uznamu wykonany w XV/XVI w. w formie Drzewa Życia, z widocznymi pąkami oraz czterema medalionami zawierającymi symbole poszczególnych Ewangelistów.

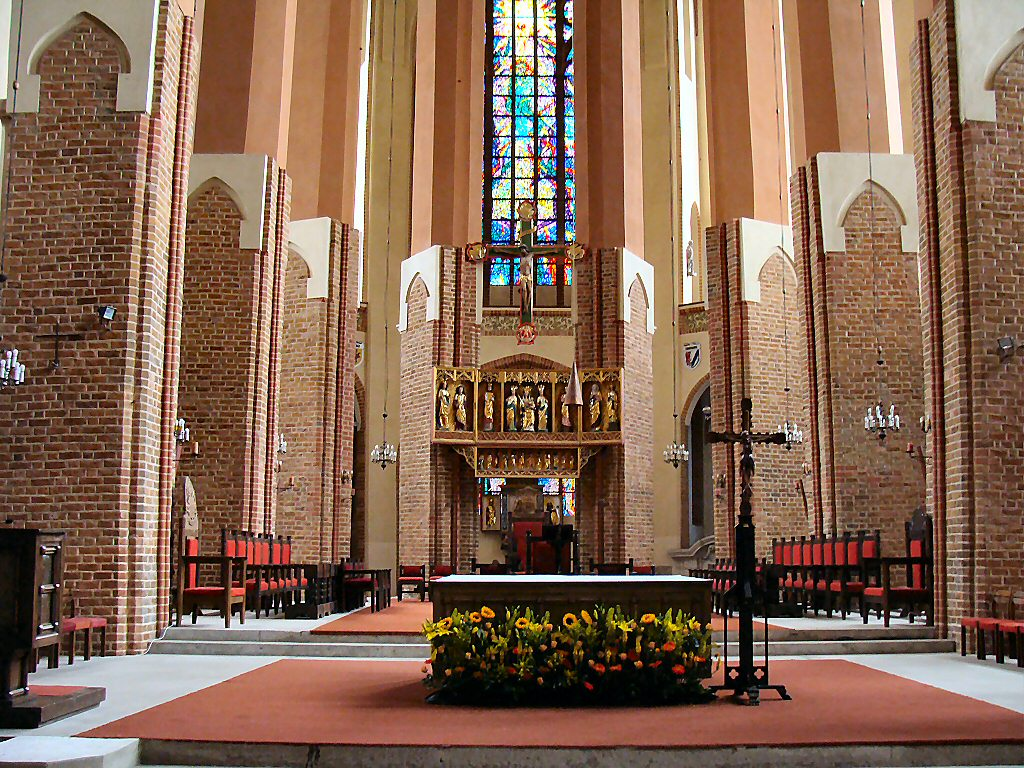
Prezbiterium
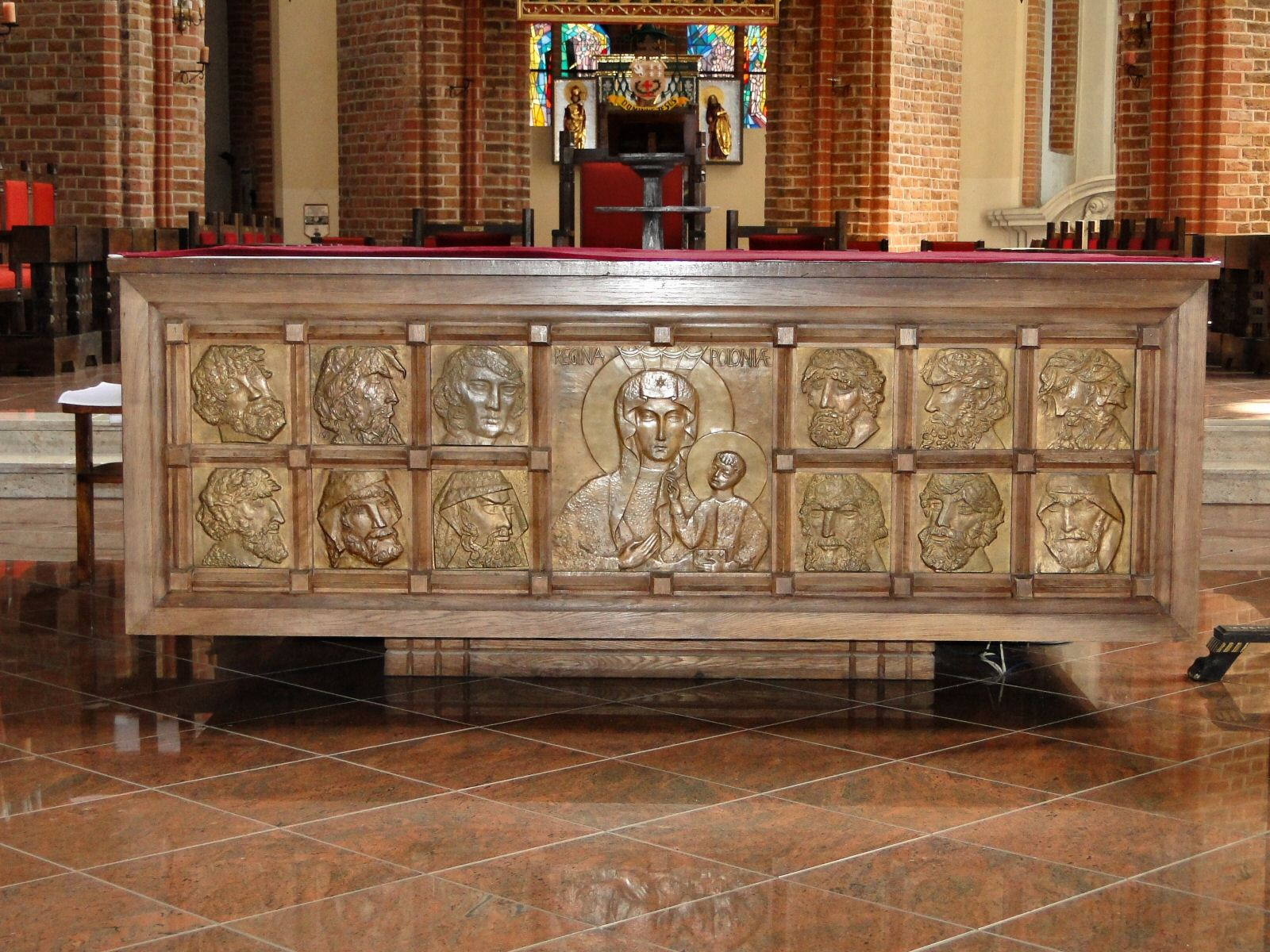
Stół ołtarzowy, czworoboczny
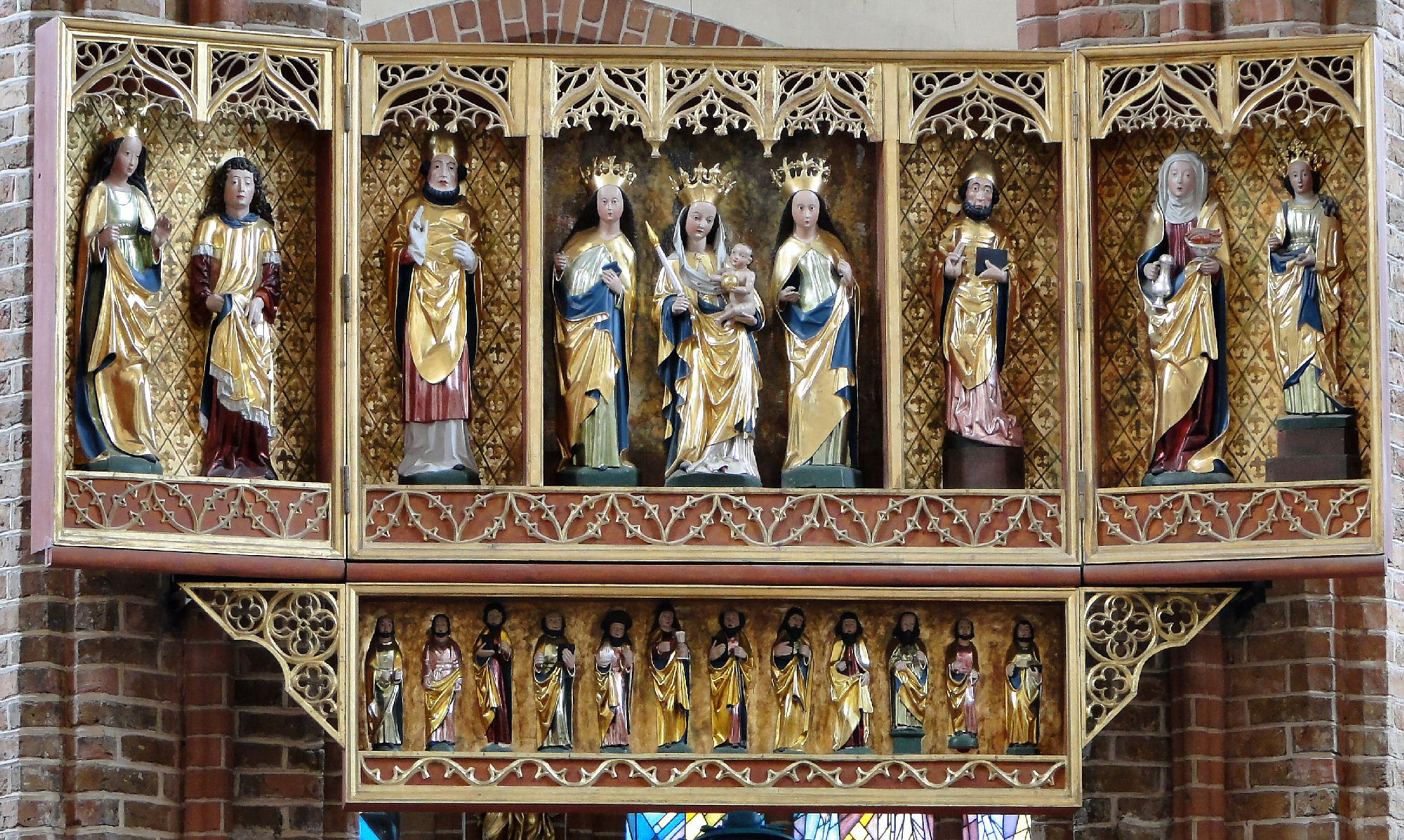
Tryptyk
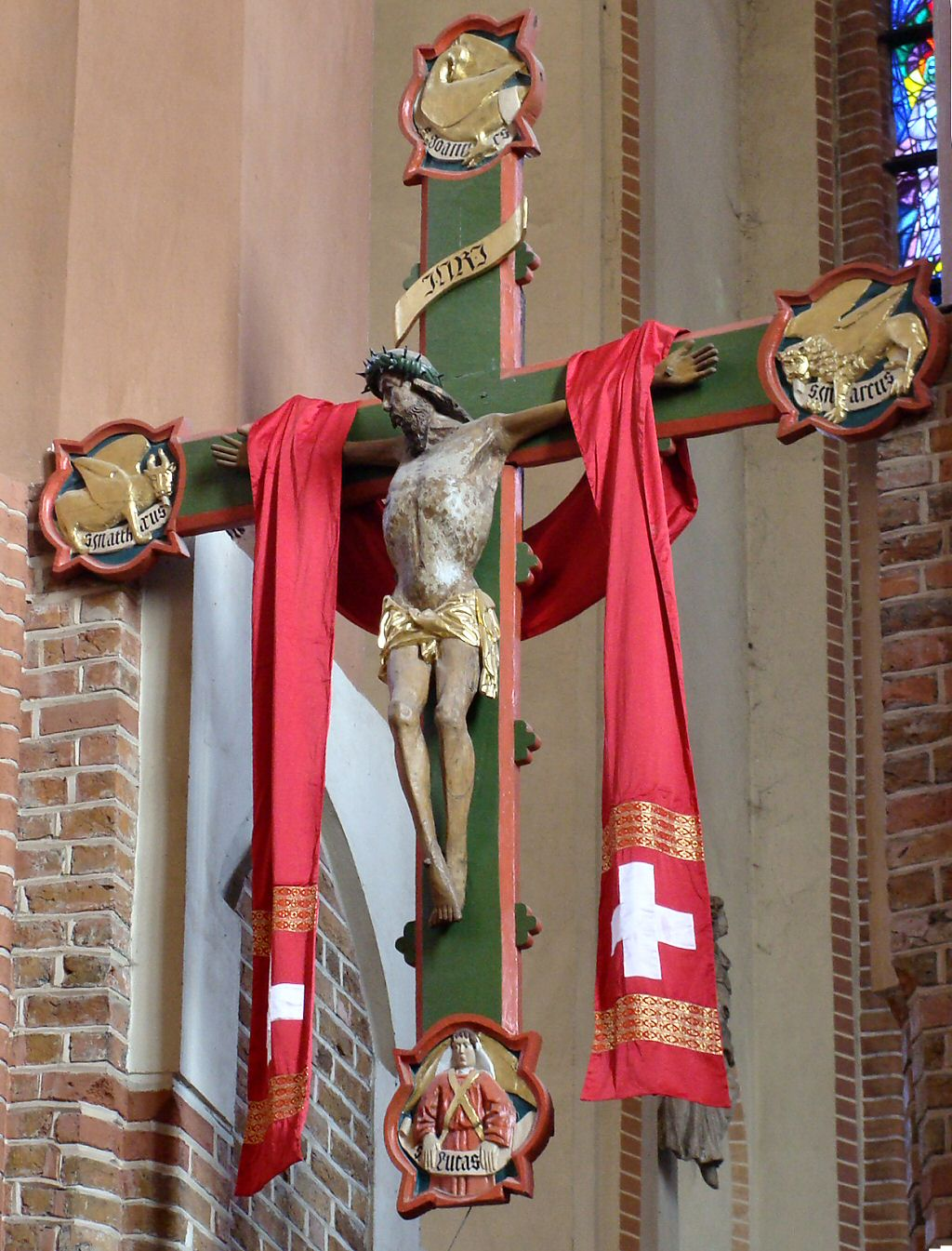
Krucyfiks

### Kaplice

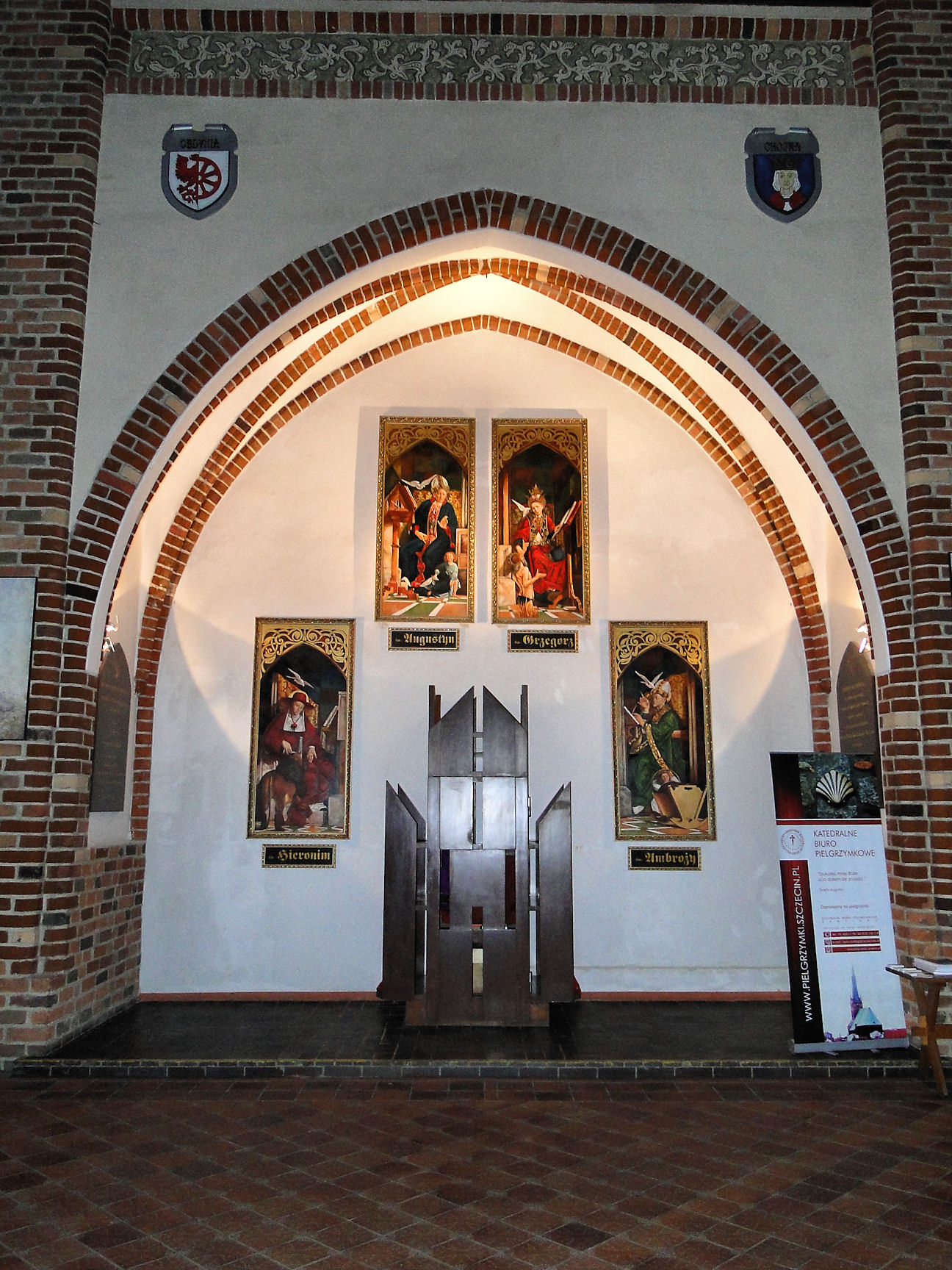
Kaplica Akademicka

#### Kaplica Akademicka
Centralne miejsce w kaplicy zajmuje konfesjonał. Oprawę plastyczną kaplicy stanowią 4 obrazy przedstawiające Ojców Kościoła: św. Hieronima, św. Augustyna, św. Grzegorza i św. Ambrożego. Wykonane współcześnie przez Małgorzatę Wodejszo obrazy są kopiami fragmentów Ołtarza Ojców Kościoła – dzieło Michaela Pachera wykonanego w 1463 dla klasztoru w Neustift koło Brixen (obecnie ołtarz eksponowany jest w muzeum sztuki Stara Pinakoteka w Monachium).
Kaplica urządzona została według wskazówek ks. infułata Romana Kostynowicza, a poświęcił ją 10 października 2008 roku abp Zygmunt Kamiński.

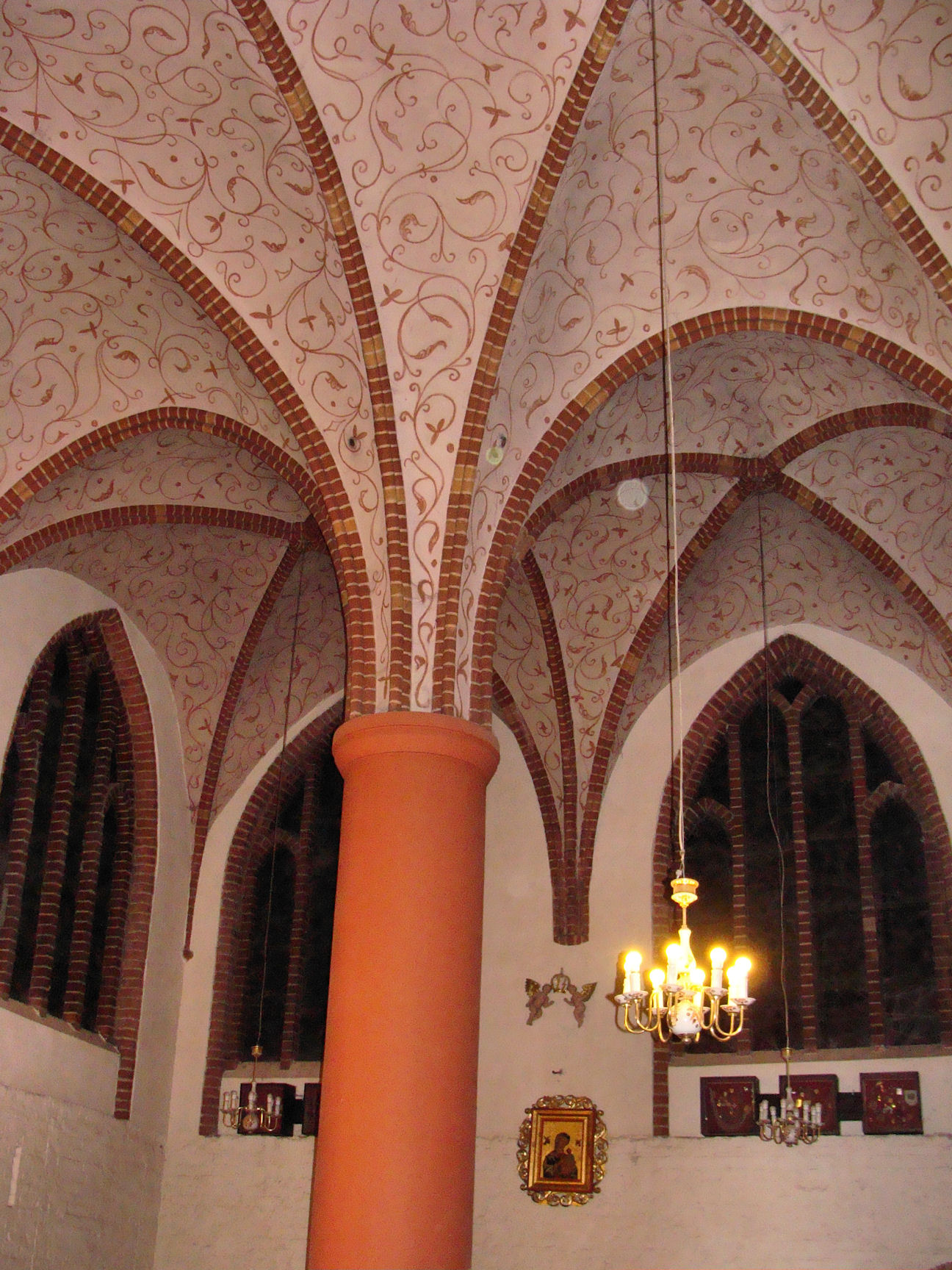
Kaplica Matki Boskiej Częstochowskiej

#### Kaplica Matki Boskiej Częstochowskiej
Pierwotnie kaplica była budowlą wolno stojącą, z trójbocznym zamknięciem od wschodu. Przez pewien czas pełniła funkcje gospodarcze (skład opału). Pod koniec XIX w., podczas prac renowacyjnych katedry, przywrócono jej funkcje sakralne i nadano neogotycki wystrój.
W kaplicy znajduje się kopia obrazu Matki Boskiej Częstochowskiej, wykonana przez Annę Torwirt z Torunia, oraz wielki krucyfiks z końca XIX wieku, pochodzący z kościoła Chrystusa w Kamieniu Pomorskim. W oknach witraże Wiktora Ostrzołka o tematyce maryjnej.

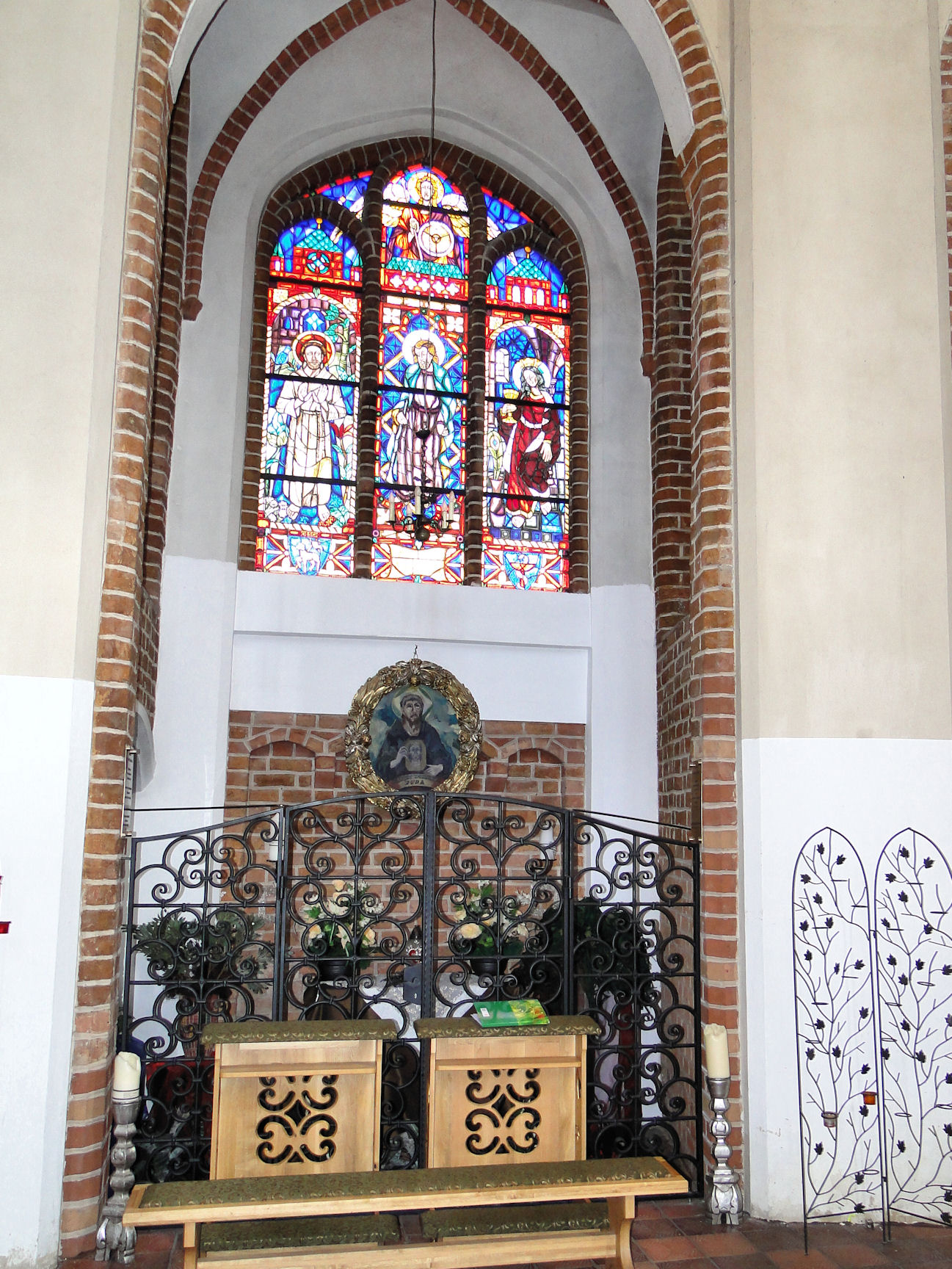
Kaplica Judy Tadeusza

#### Kaplicaśw. Judy Tadeusza
W kaplicy poświęconej patronowi spraw trudnych i beznadziejnych znajduje się współczesny (2003) obraz świętego autorstwa Krystyny Bogdan. Obraz osadzony jest w pochodzącej z XVIII w. barokowej ramie. Nad obrazem, witraż z wyobrażeniami Michała Archanioła, św. Judy Tadeusza, św. Franciszka z Asyżu i św. Barbary.

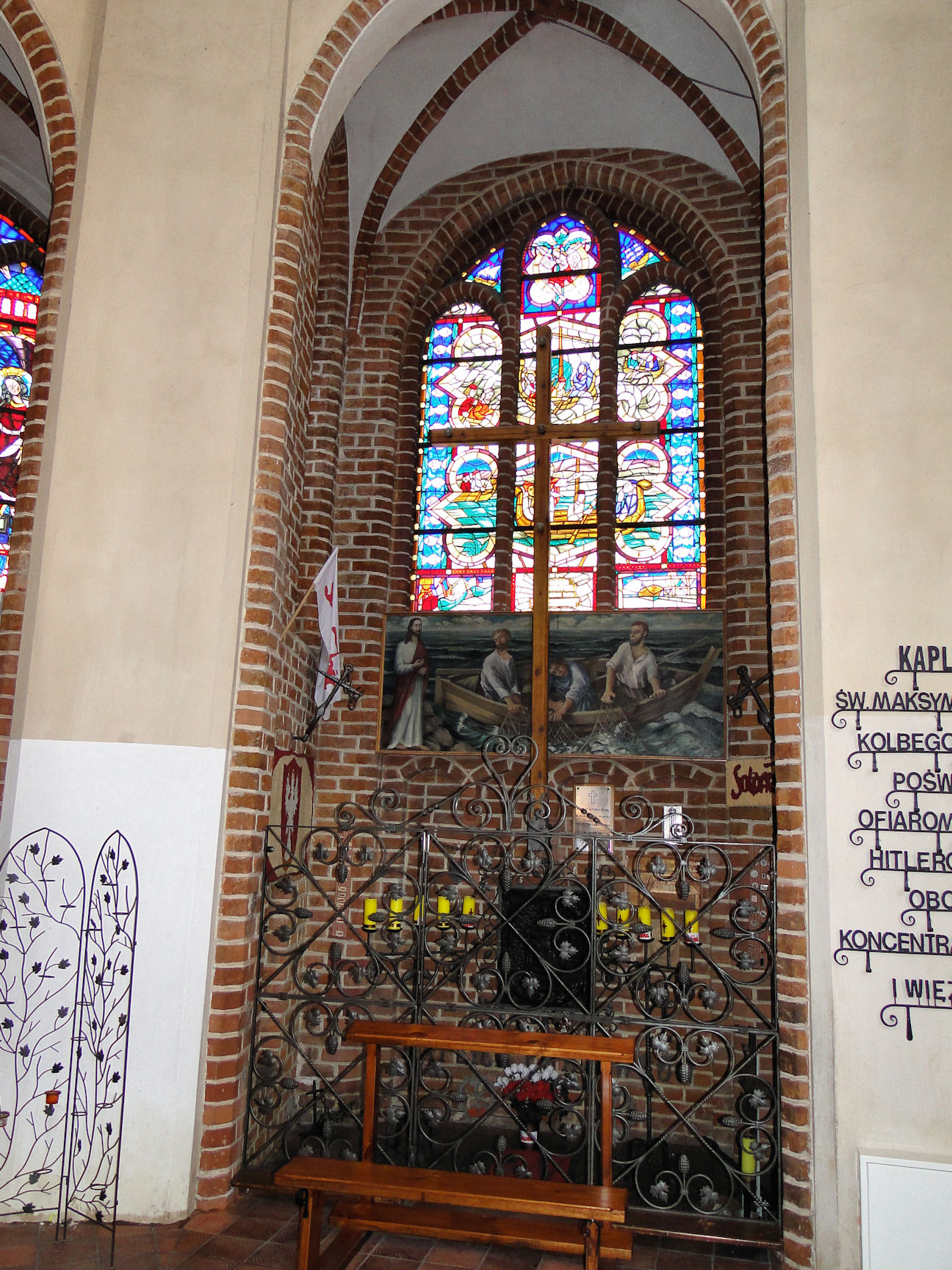
Kaplica Portowców

#### Kaplica Portowców
Centralne miejsce w kaplicy zajmuje drewniany krzyż, który w czasie strajków w sierpniu 1980 stał na terenie portu morskiego na Łasztowni. Pod krzyżem umieszczono godło cechu kupców rybnych z 1693, przedstawiające Matkę Bożą z Dzieciątkiem i rybami. Ta płaskorzeźba stanowiła niegdyś element bogato zdobionych siedzisk kupieckich kościoła św. Jakuba. W kaplicy znajduje się również obraz Wieńczysława Mazusia przedstawiający cudowny połów ryb oraz współczesny (1990) witraż autorstwa Ireny i Longina Kisielewskich z widokiem szczecińskiego portu i tablicy poświęconej ofiarom Grudnia 1970 roku, jaka znajduje się przy bramie głównej stoczni szczecińskiej.

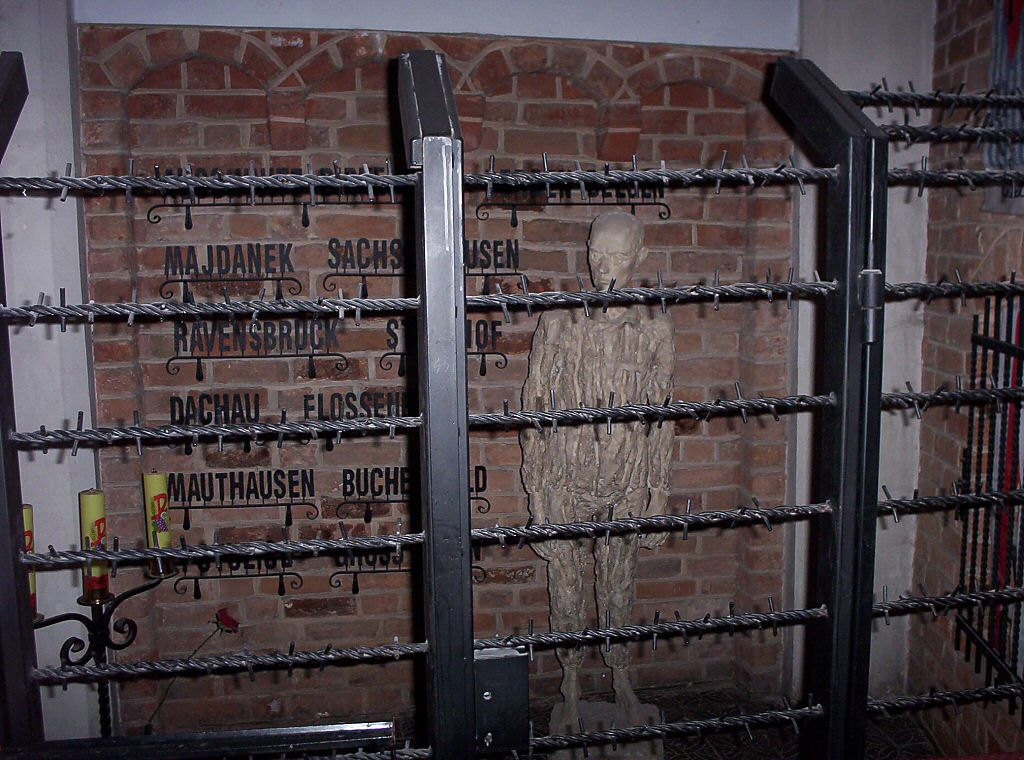
Kaplica św. Maksymiliana Kolbego

#### Kaplicaśw. Maksymiliana Kolbego
Kaplica poświęcona jest ofiarom niemieckich obozów zagłady. Rzeźbę świętego (autor: Anna Dopierała Bomba) ustawiono na tle ściany zawierającej nazwy niemieckich obozów koncentracyjnych. Krata oddzielająca kaplicę od nawy nawiązuje do wyglądu ogrodzeń z drutu kolczastego w obozach zagłady.

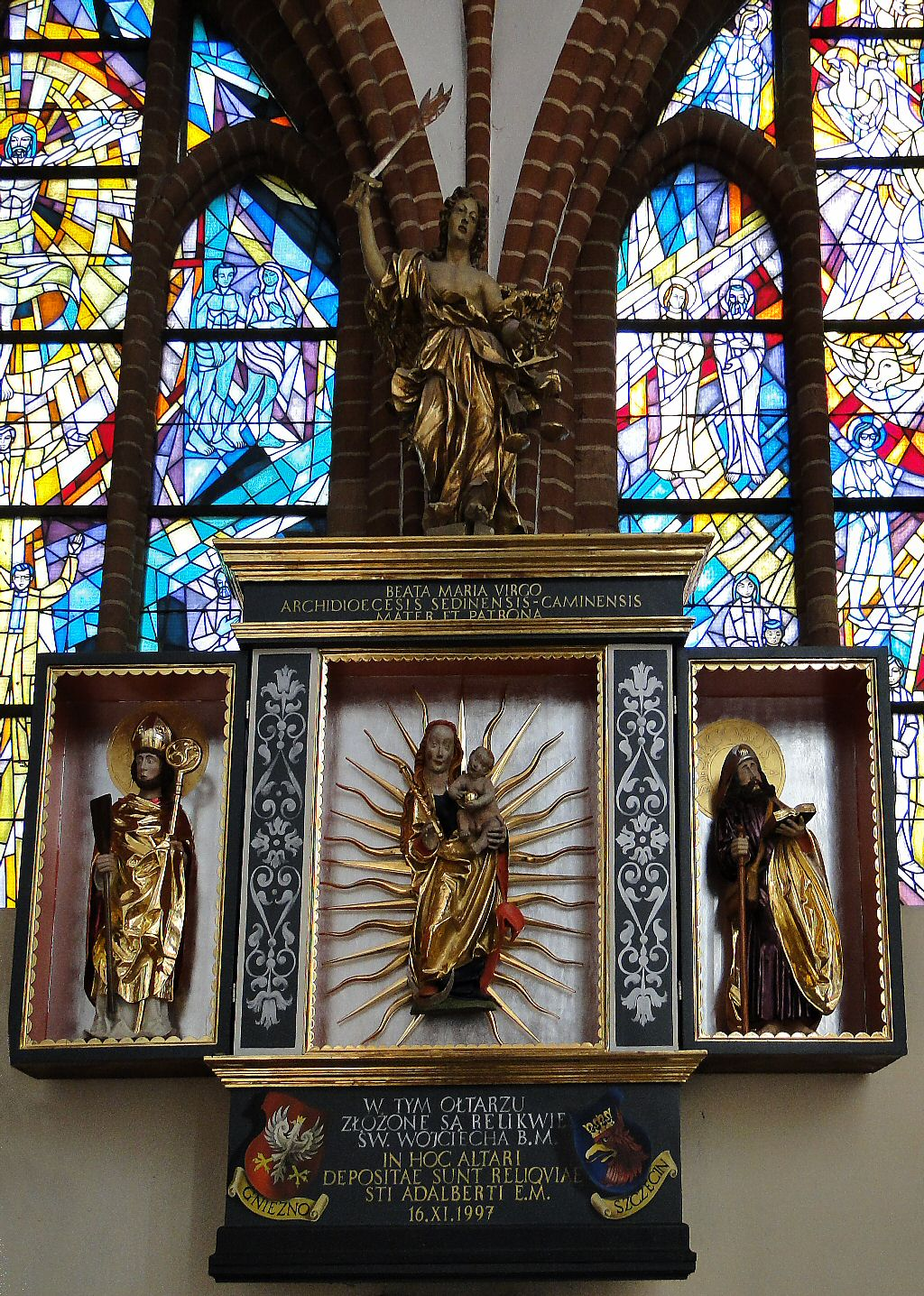
Kaplica św. Wojciecha – tryptyk

#### Kaplicaśw. Wojciecha
Kaplica znajduje się na osi katedry. Wykonana współcześnie szafa tryptyku zawiera pochodzącą z kościoła Mariackiego w Chojnie, szesnastowieczną figurę Matki Bożej Apokaliptycznej (Maryja stoi na sierpie księżyca, co symbolizuje zwycięstwo nad siłami zła i szatana). Obok – św. Wojciech (atrybut wiosło). Pod ołtarzem znajduje się relikwiarz z relikwiami św. Wojciecha; zaś nad ołtarzem – rzeźba przedstawiająca Michała Archanioła z XVII w., która niegdyś wieńczyła baldachim katedralnej ambony (ambona nie zachowała się). W posadzce kaplicy znajduje się wejście do krypty grzebalnej biskupów szczecińskich.
Nad kaplicą – ogromny (powierzchnia 80 m kwadrat.) witraż ufundowany z okazji pielgrzymki papieża Jana Pawła II do Szczecina.

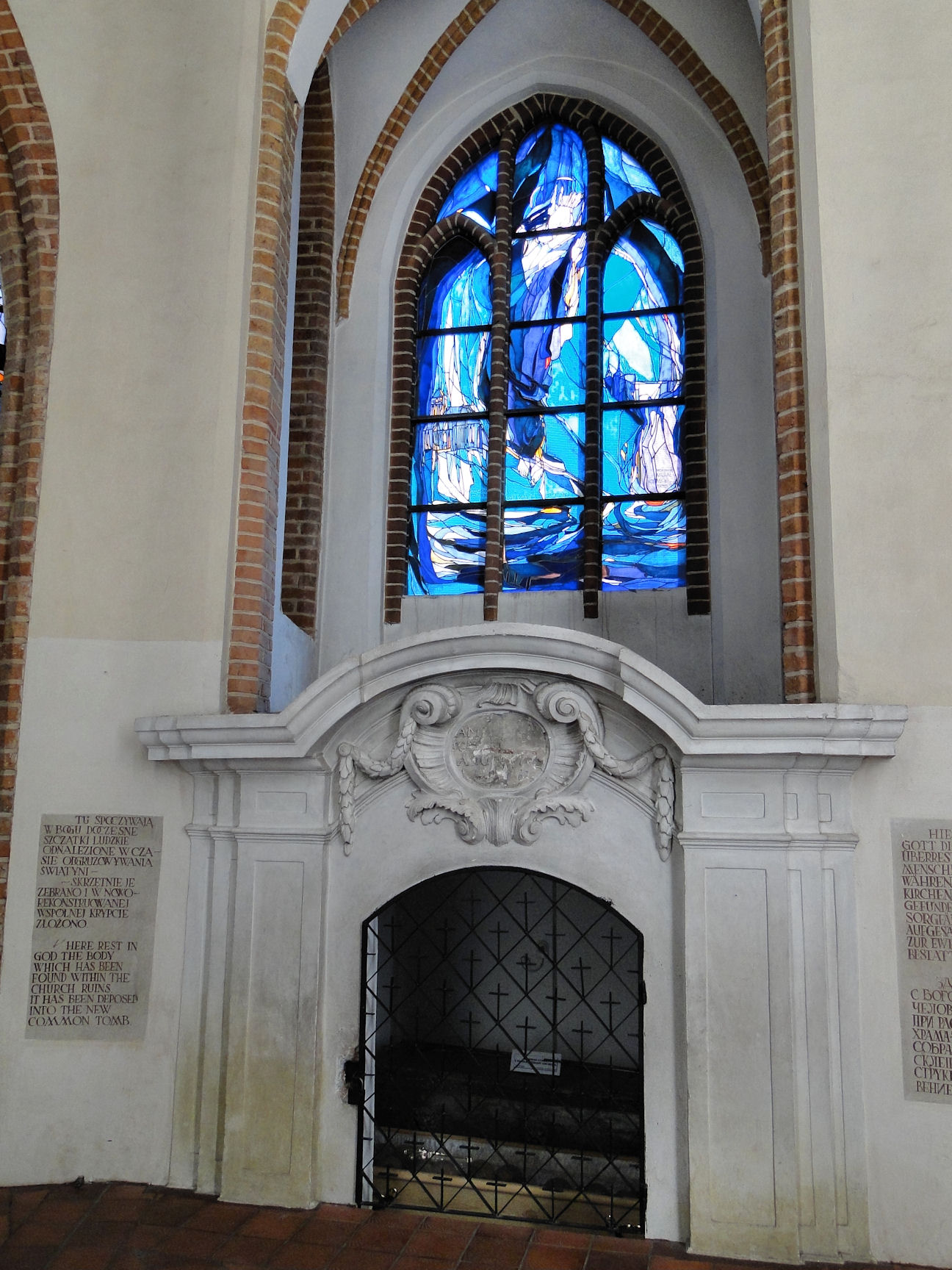
Kaplica Szewców

#### KaplicaSzewców
Kaplica pełniła pierwotnie funkcję miejsca pochówku członków cechu szewców. Jako jedyna kaplica w szczecińskiej bazylice zachowała oryginalny, barokowy wystrój z 1779. Obecnie zgromadzone są w niej szczątki ludzkie znalezione podczas prac przy odbudowie katedry w latach: 1971–1972 oraz 2005–2006. Część kości złożonych zostało w cynowym sarkofagu pomorskiej rodziny von Wedel z Krępcewa. Kaplicę zdobi witraż wykonany w 1998 przez Michała Kośmickiego według projektu Grażyny Strykowskiej.

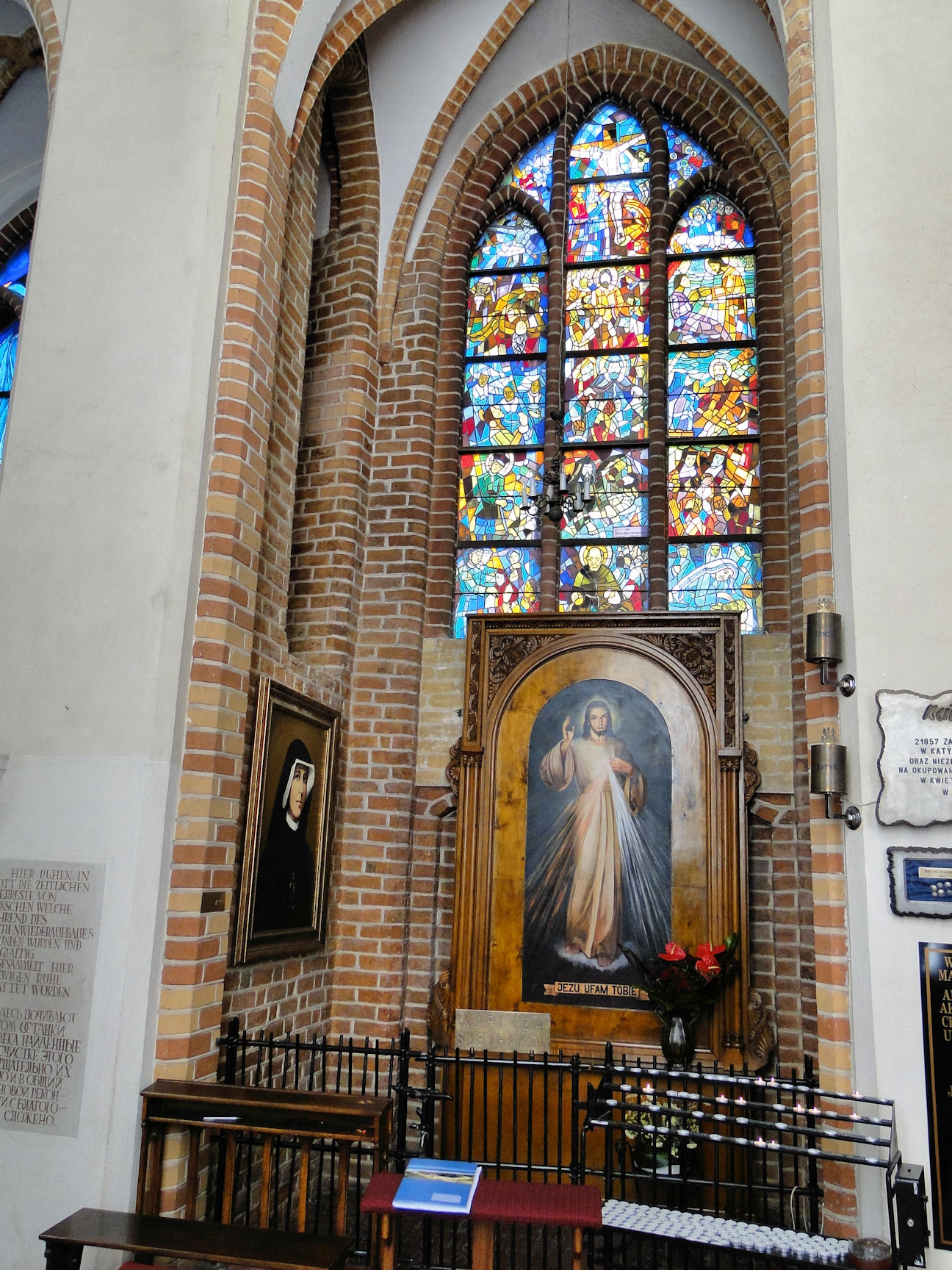
Kaplica Miłosierdzia Bożego

#### KaplicaMiłosierdzia Bożego
W kaplicy ustawiono współczesny obraz Pana Jezusa Miłosiernego oprawiony w dziewiętnastowieczną drewnianą ramę pochodzącą z kościoła Chrystusa Króla w Świnoujściu. W oknie kaplicy witraż z 1992 ufundowany przez Zachodniopomorski Związek Sybiraków, a zaprojektowany przez ks. Jana Młyńczaka.

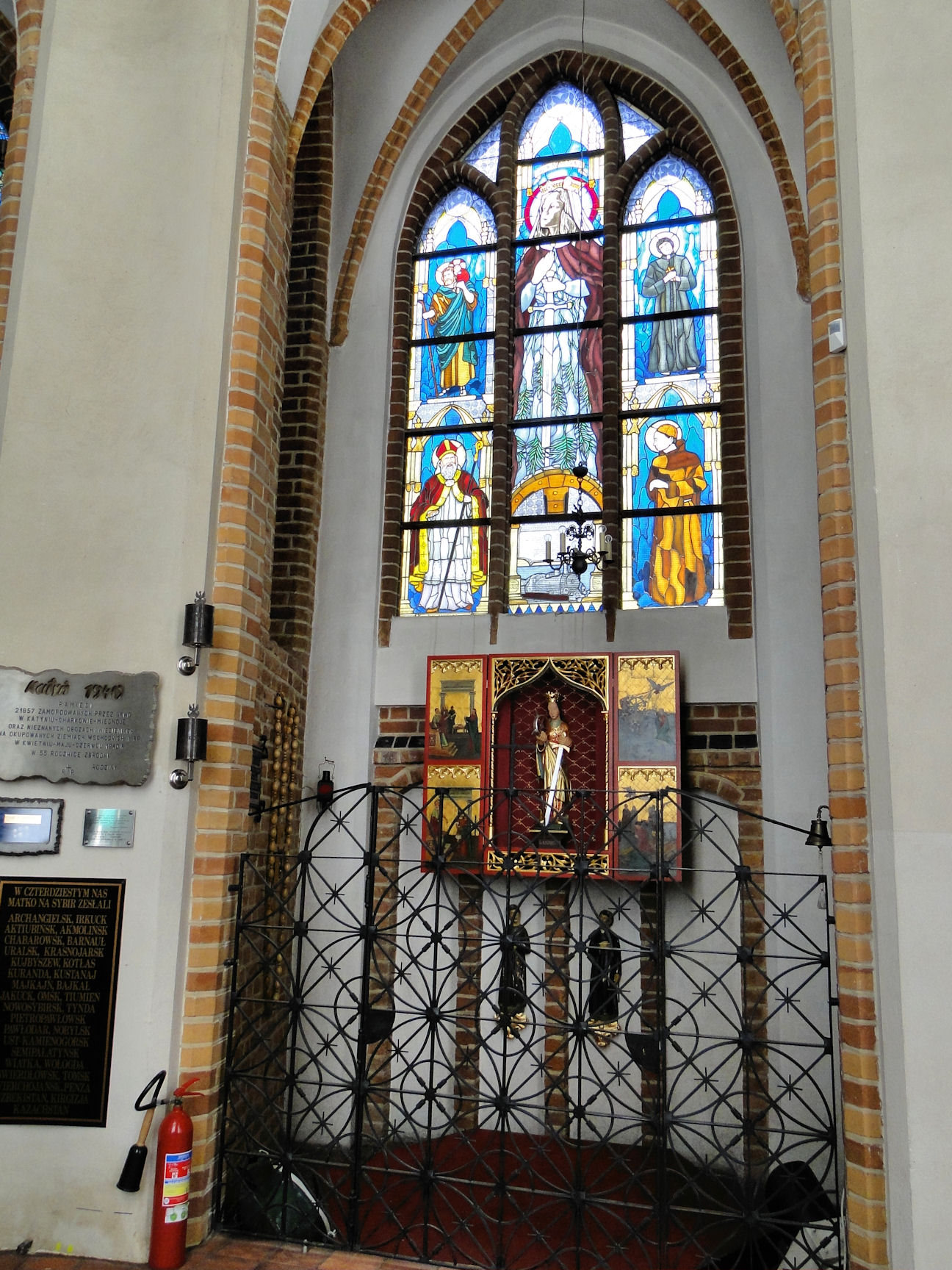
Kaplica Kolejarzy

#### Kaplica Kolejarzy
W centrum współczesnego ołtarza zaprojektowanego przez Aleksandra Sęka i Edwarda Rogalskiego umieszczono rzeźbę św. Katarzyny – patronki kolejarzy. Na bocznych skrzydłach znalazły się sceny z jej męczeństwa. Witraż, zaprojektowany przez Sebastiana Ratajczaka, a wykonany w 1998 przez Michała Kośmickiego, przedstawia św. Katarzynę w otoczeniu świętych: Krzysztofa, Mikołaja, Stanisława Kostki i Rafała Kalinowskiego.

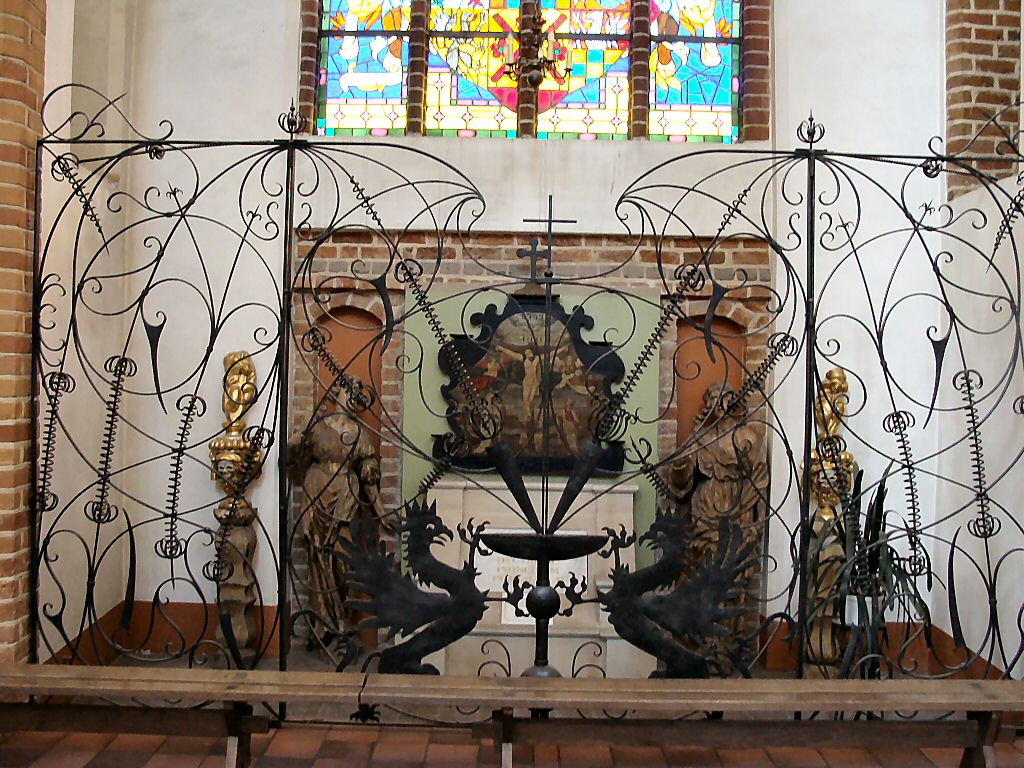
Kaplica Książąt Pomorskich

#### KaplicaKsiążąt Pomorskich
W wykonanym współcześnie kamiennym grobowcu spoczęły doczesne szczątki książąt pomorskich. Szczątki znajdowały się uprzednio w sarkofagach, w krypcie Zamku Książąt Pomorskich w Szczecinie. W czasie drugiej wojny światowej krypta uległa zawaleniu, a sarkofagi uszkodzeniu. Po wojnie sarkofagi poddano konserwacji i obecnie można je oglądać w muzeum Zamku Książąt Pomorskich.
Nad grobowcem znajduje się obraz epitafijny z około 1600 roku. Po obu stronach grobowca podziwiać możemy dwie rzeźby drewniane z XVII w. oraz konsole z motywami czaszek. Przedmioty te pochodzą z dawnego wyposażenia świątyni. W oknie kaplicy zamontowano witraż Ireny Kisielewskiej przedstawiający dziewięciopolowy, paradny herb Gryfitów.

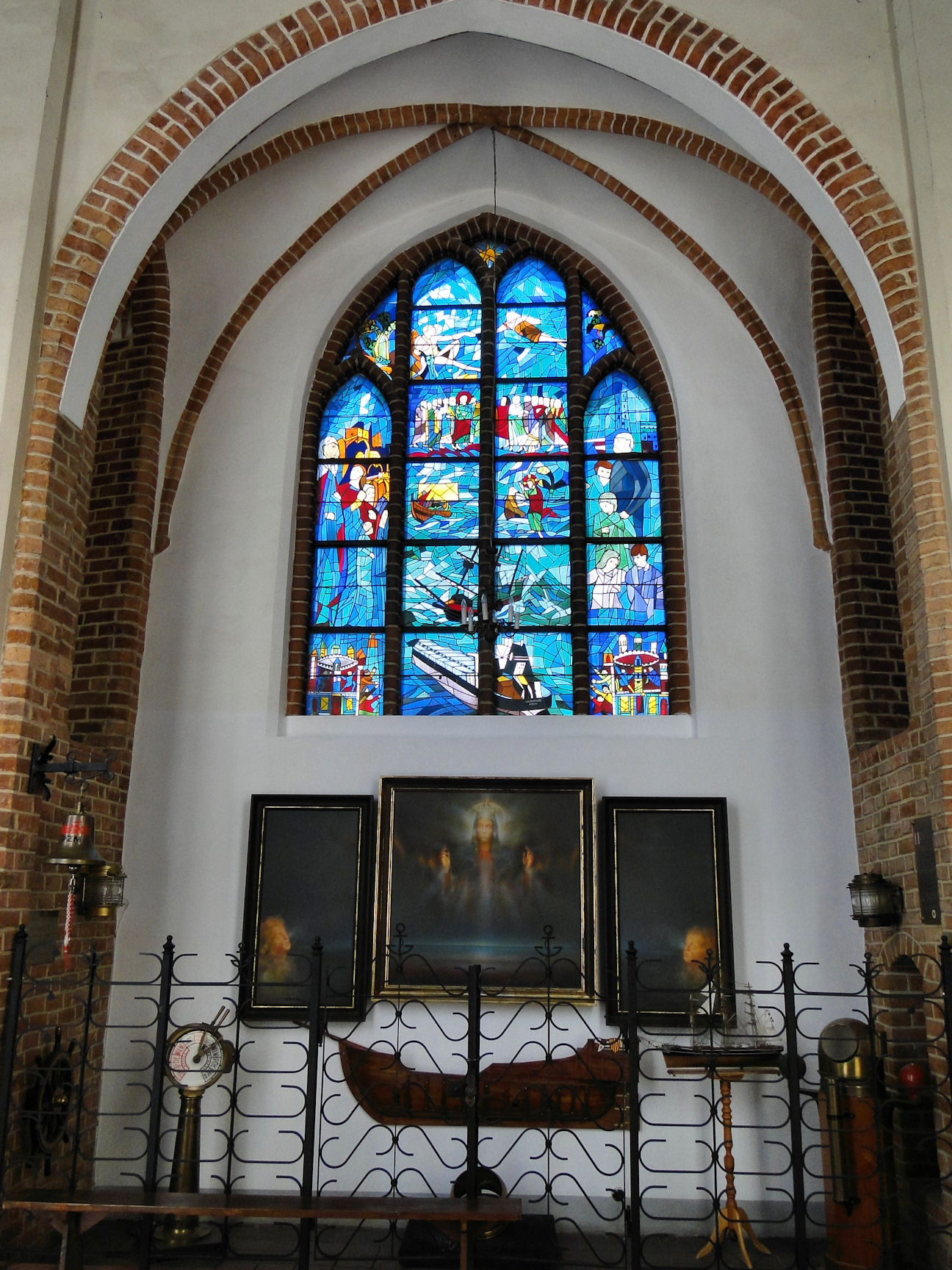
Kaplica Ludzi Morza

#### Kaplica Ludzi Morza
Na ścianie kaplicy umieszczono trzy olejne obrazy Ryszarda Kiełtyki tworzące tryptyk zatytułowany Stella Maris (Gwiazda Morza). Obok umieszczono przedmioty związane z morzem i żeglugą: koło sterowe, kompas, lampy nawigacyjne, dzwon okrętowy. Witraż z 1992, dzieło Michała Kośmickiego, przedstawia m.in. sceny z życia ludzi morza.

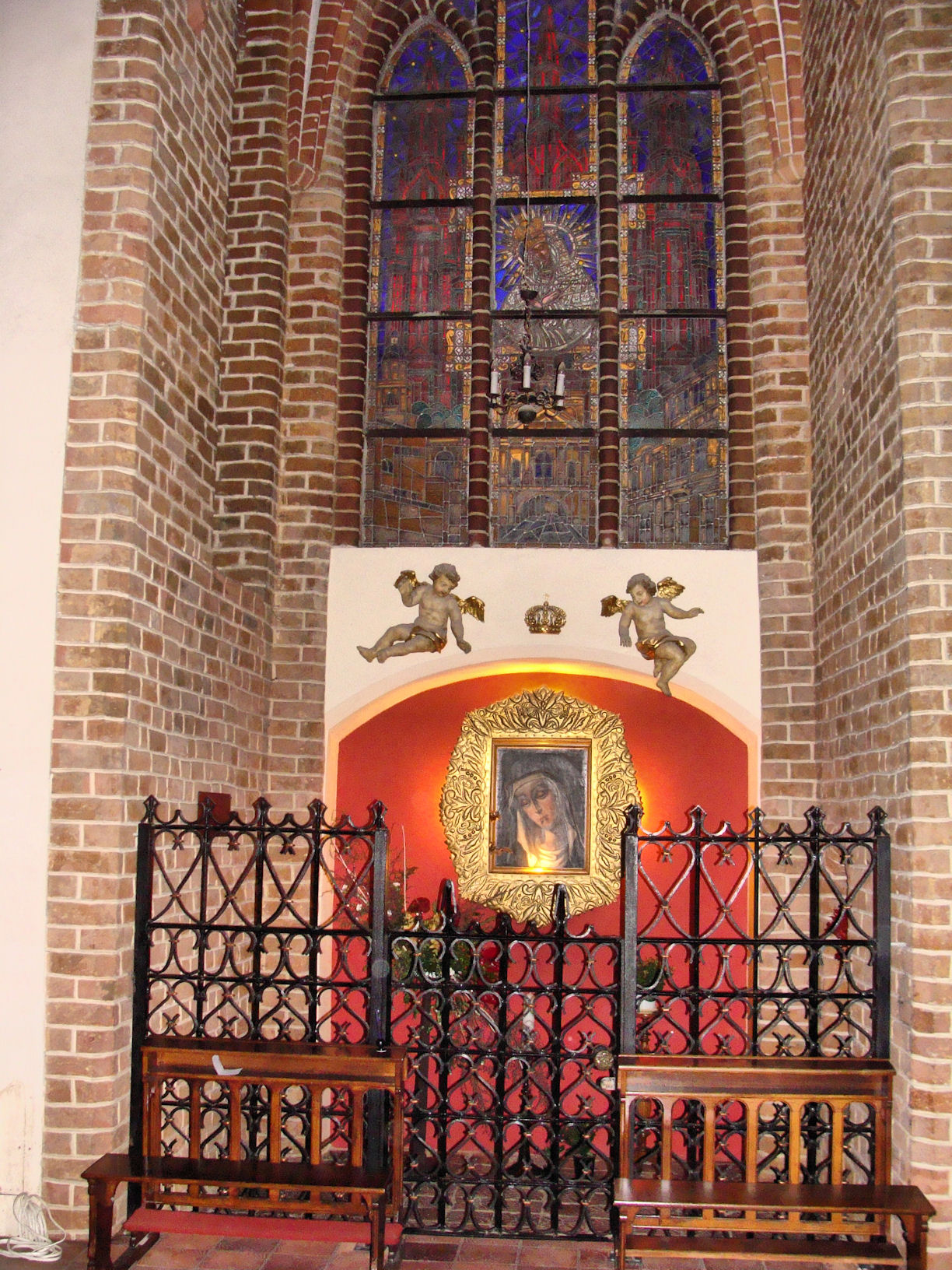
Kaplica Matki Boskiej Ostrobramskiej

#### Kaplica Matki Boskiej Ostrobramskiej
W kaplicy znajduje się dar papieża Jana Pawła II – kopia obrazu Matki Boskiej Ostrobramskiej. Kopia pochodzi z 1947 roku i wykonana została przez Łucję Bałzukiewicz. Dar papież przekazał w 1983 – podczas drugiej pielgrzymki do Ojczyzny. W oknie kaplicy – witraż Ireny Kisielewskiej „Mater Misericordia” (1987) z wizerunkiem obrazu, Ostrej Bramy i kościoła św. Anny w Wilnie.

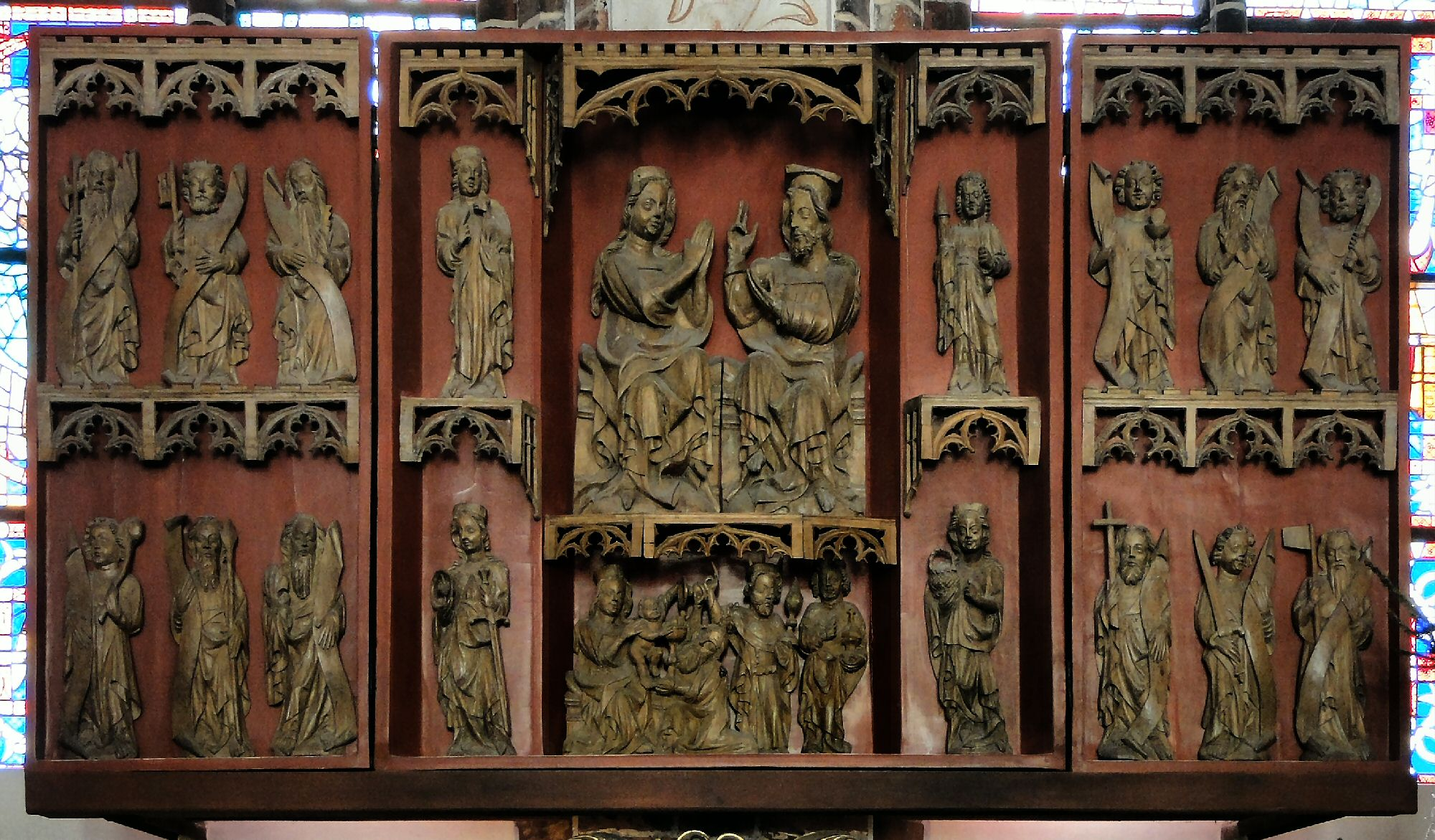
Kaplica Najświętszego Sakramentu – tryptyk

#### KaplicaNajświętszego Sakramentu
W kaplicy znajduje się bardzo cenny ołtarz – tryptyk z Ciećmierza z końca XIV w. Ołtarz trafił do szczecińskiej archikatedry z Ciećmierza, jednak pierwotnie znajdował się najprawdopodobniej w klasztorze norbertanek w Cerkwicy.
W środkowej części tryptyku przedstawiono scenę Koronacji Maryi (na górze) oraz Pokłonu Trzech Króli (u dołu). Po bokach znajdują się rzeźby czterech świętych niewiast: Agnieszki (z barankiem), Barbary (z /), Katarzyny (z mieczem i kołem) oraz Doroty (z koszykiem z różami). Na skrzydłach tryptyku zamieszczono figury 12 apostołów. Oryginalna polichromia tryptyku nie zachowała się.

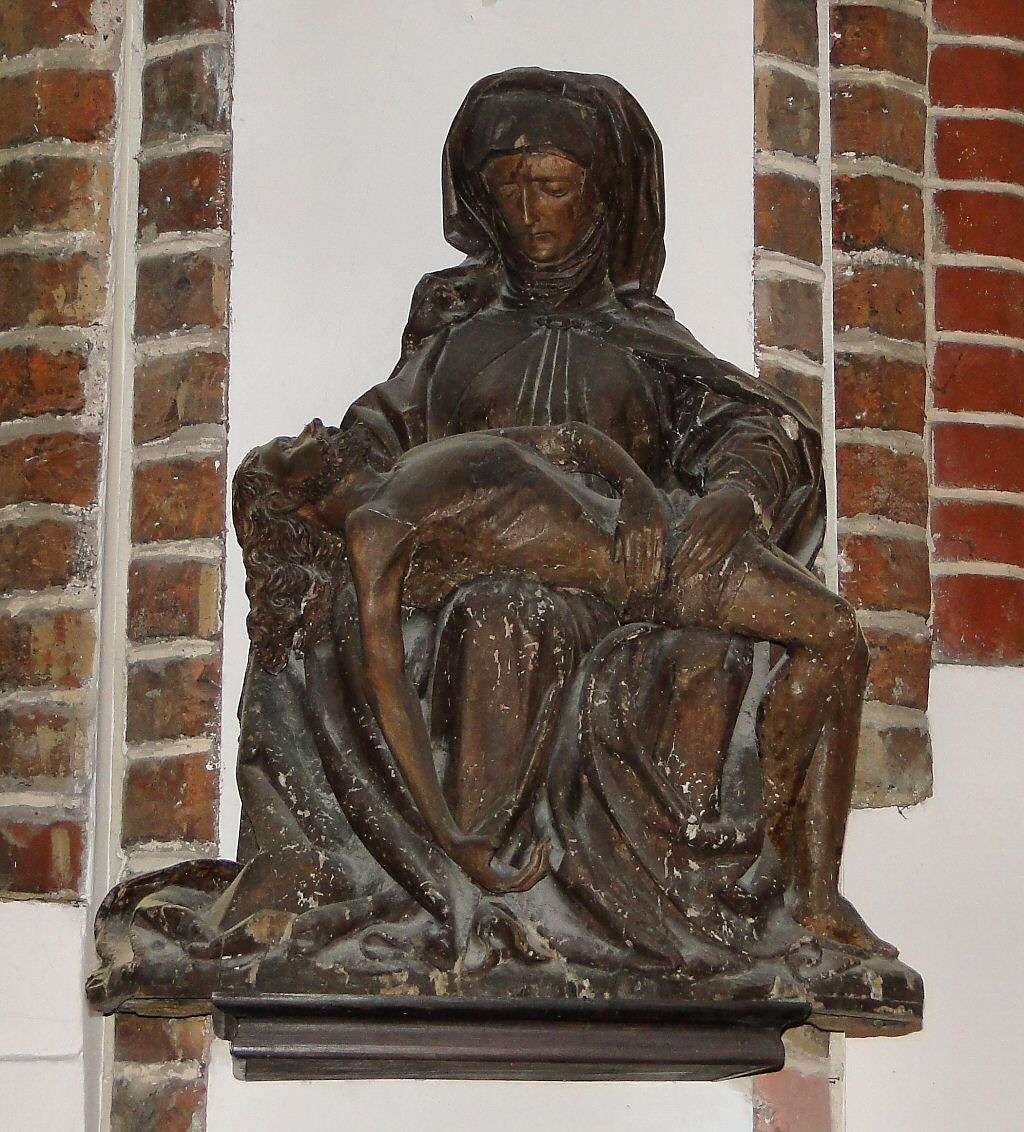
Kaplica Armii Krajowej – Pietà

#### KaplicaArmii Krajowej
Kaplica poświęcona jest żołnierzom Armii Krajowej oraz uczestnikom powstania warszawskiego. W centrum kaplicy na ścianie południowej znajduje się Pietà – czyli przedstawienie Maryi trzymającej na kolanach martwego Pomazańca. Rzeźba pochodzi z przełomu XV i XVI w. z Lubniewic.
Witraże w kaplicy, będące dziełem Ireny Kisielewskiej, przedstawiają patronów Armii Krajowej: św. Barbarę i św. Jerzego.

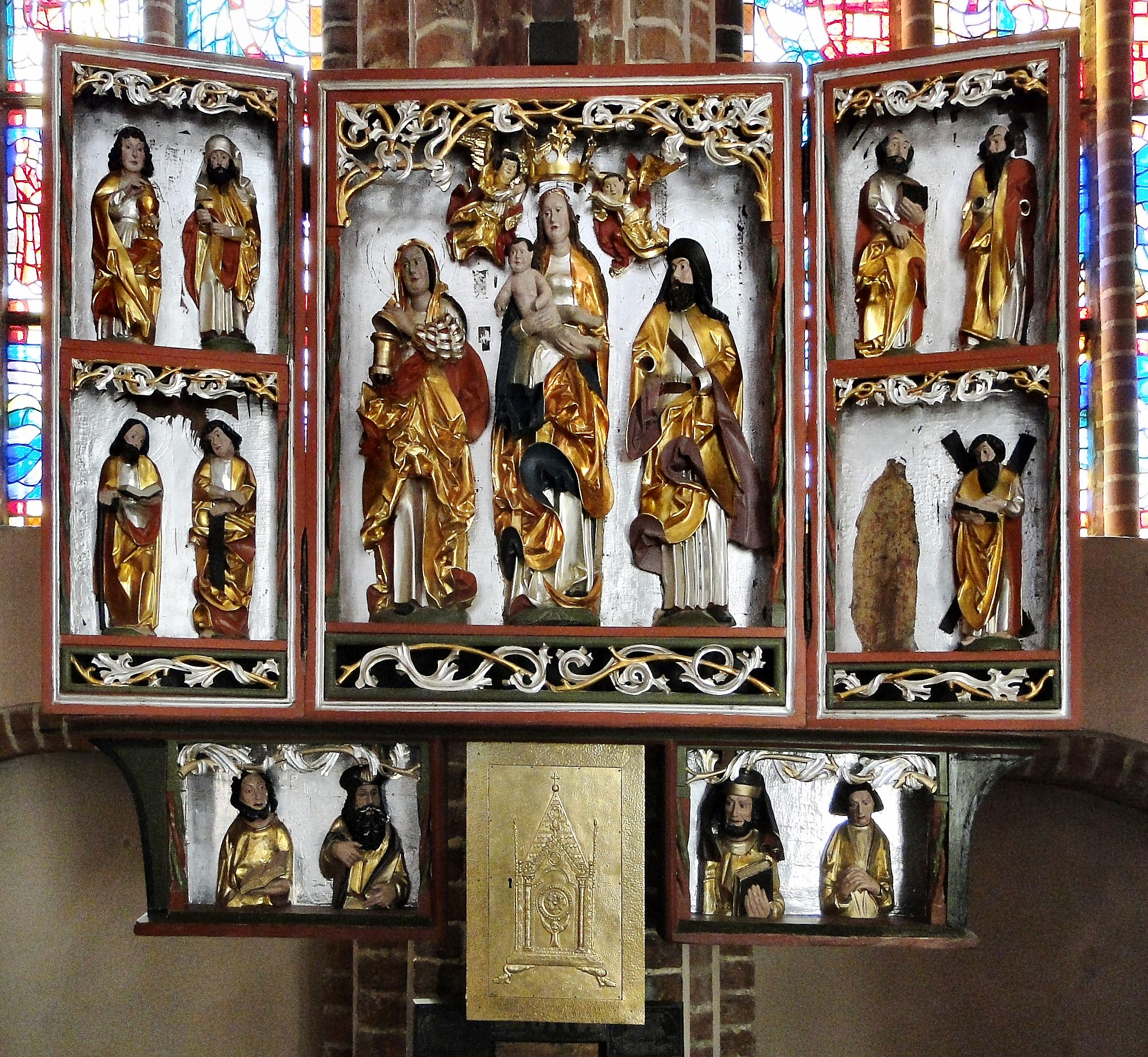
Kaplica Chrzcielna (tryptyk)

#### Kaplica Chrzcielna
Ołtarz (tryptyk) wykonany został w latach 20 XVI w. w warsztacie Clausa Berga w Lubece.
W centrum kompozycji znajduje się Matka Boża z Dzieciątkiem. Nad nią dwa aniołki trzymające koronę. Maryja stoi na sierpie księżyca, co symbolizuje zwycięstwo nad siłami zła i szatana. Obok św. Magdalena i niezidentyfikowany święty. Na skrzydłach tryptyku znajdują się rzeźby 8 świętych, a poniżej (w predelli) współczesne przedstawienia czterech ewangelistów.
Poniżej ołtarza zamontowano relikwiarz z relikwiami św. Ottona, podarowanymi w 1974 r. przez biskupa Bambergu.
W kaplicy znajduje się także zabytkowa, pochodząca z Dobropola, XVII wieczna chrzcielnica – dzieło artystów Christopha Schmidta – stolarza i Joachima Sellina – malarza. Chrzcielnica została wykonana w Wolinie.
Kaplicę od nawy głównej odgradza ozdobna, barokowa, drewniana przegroda pochodząca z kościoła w Stolcu.

### Organy

#### Historia
Inicjatywa wybudowania nowych, reprezentacyjnych organów dla kościoła metropolitalnego pojawiła się w 2004 roku. Postanowiono wówczas nie wzorować się na istniejącym do 1945 instrumencie, lecz stworzyć całkowicie nowe dzieło. W wyniku przetargu, budowę organów powierzono firmie Dariusza Zycha z Wołomina – wykonawcy m.in. największych w Polsce organów w bazylice licheńskiej. Najtrudniejszym problemem przy projektowaniu okazałej bryły instrumentu było takie jej ukształtowanie, by nie został zasłonięty znajdujący się za organami witraż o powierzchni 30 m² przedstawiający scenę Przemienienia Pańskiego. Głównym projektantem organów był Dariusz Zych. W marcu 2008 roku rozpoczęto montaż organów. Po zakończeniu prac montażowych przystąpiono do trwającego dwa miesiące procesu strojenia (intonacji) organów. Poświęcenie organów i nadanie im imienia Jana Pawła II nastąpiło 15 czerwca 2008 roku. Specjalnie na tę uroczystość skomponowane zostały dwa utwory Lux et veritas (Światło i prawda) Marka Jasińskiego i Ad maiorem Dei gloriam (Na większą chwałę Bożą) Zbigniewa Kozuba. Ostateczne zakończenie prac przy organach i przekazanie ich do użytkowania nastąpiło 27 lipca 2008 roku.
Organy posiadają 66 głosów i składają się z 4743 piszczałek (o wysokości od 11 milimetrów do 10 m), w tym 183 rezonatorów trąbki hiszpańskiej. 
Cały instrument o wysokości 10 m waży 36 ton. Kontuar (stół gry) wyposażony jest w cztery klawiatury ręczne oraz klawiaturę nożną. Organy posiadają mechaniczną trakturę oraz cztery dmuchawy dostarczające 80 m³ powietrza na minutę.

#### Dyspozycja
Dyspozycja instrumentu
| Manuał I             | Manuał II           | Manuał III             | Manuał IV             | Pedał                 |
| -------------------- | ------------------- | ---------------------- | --------------------- | --------------------- |
| 1. Principal 16'     | 1. Quintaton 16'    | 1. Bourdon 16'         | 1. Trompeta magna 16' | 1. Subkontrabass 32'  |
| 2. Principal 8'      | 2. Principal 8'     | 2. Montre 8'           | 2. Trompeta real 8'   | 2. Principal 16'      |
| 3. Gemshorn 8'       | 3. Saliconal 8'     | 3. Gambe 8'            | 3. Trompeta alta 4'   | 3. Violonbass 16'     |
| 4. Flute harm 8'     | 4. Rohrflote 8'     | 4. Flute transvers. 8' |                       | 4. Subbas 16'         |
| 5. Copula 8'         | 5. Present 4'       | 5. Voix celeste 8'     |                       | 5. Quintbass 10 2/3'  |
| 6. Nasard 5 1/3'     | 6. Rohrflote 4'     | 6. Bourdon 8'          |                       | 6. Octavbass 8'       |
| 7. Octava 4'         | 7. Octava 2'        | 7. Octava 4'           |                       | 7. Cello 8'           |
| 8. Spitzflote 4'     | 8. Waldflote 2'     | 8. Viole 4'            |                       | 8. Flotbass 8'        |
| 9. Quinte 2 2/3'     | 9. Quinte 1 1/3'    | 9. Flute octaviante 4' |                       | 9. Choralbass 4'      |
| 10. Superoktave 2'   | 10. Sifflote 1'     | 10. Cor de nuit 4'     |                       | 10. Mixtur 4x         |
| 11. Kornett 5x       | 11. Sesquialtera 2x | 11. Nasard 2 2/3'      |                       | 11. Kontraposaune 32' |
| 12. Mixtura major 5x | 12. Scharf 3x 2/3'  | 12. Doublette 2'       |                       | 12. Bombarde 16'      |
| 13. Mixtura minor 4x | 13. Dulcian 16'     | 13. Tierce 1 3/5'      |                       | 13. Trompete 8'       |
| 14. Trompete 16'     | 14. Cromorne 8'     | 14. Fourniture 4-5x    |                       | 14. Clairon 4'        |
| 15. Trompete 8'      |                     | 15. Basson 16'         |                       |                       |
|                      |                     | 16. Trompette harm 8'  |                       |                       |
|                      |                     | 17. Hautbois 8'        |                       |                       |
|                      |                     | 18. Voix humaine 8'    |                       |                       |
|                      |                     | 19. Clairon 4'         |                       |                       |
|                      |                     | Dzwony rurowe          |                       |                       |

### Epitafia
Na ścianach archikatedry zgromadzono kilka zabytkowych epitafiów pochodzących z Pomorza Zachodniego:

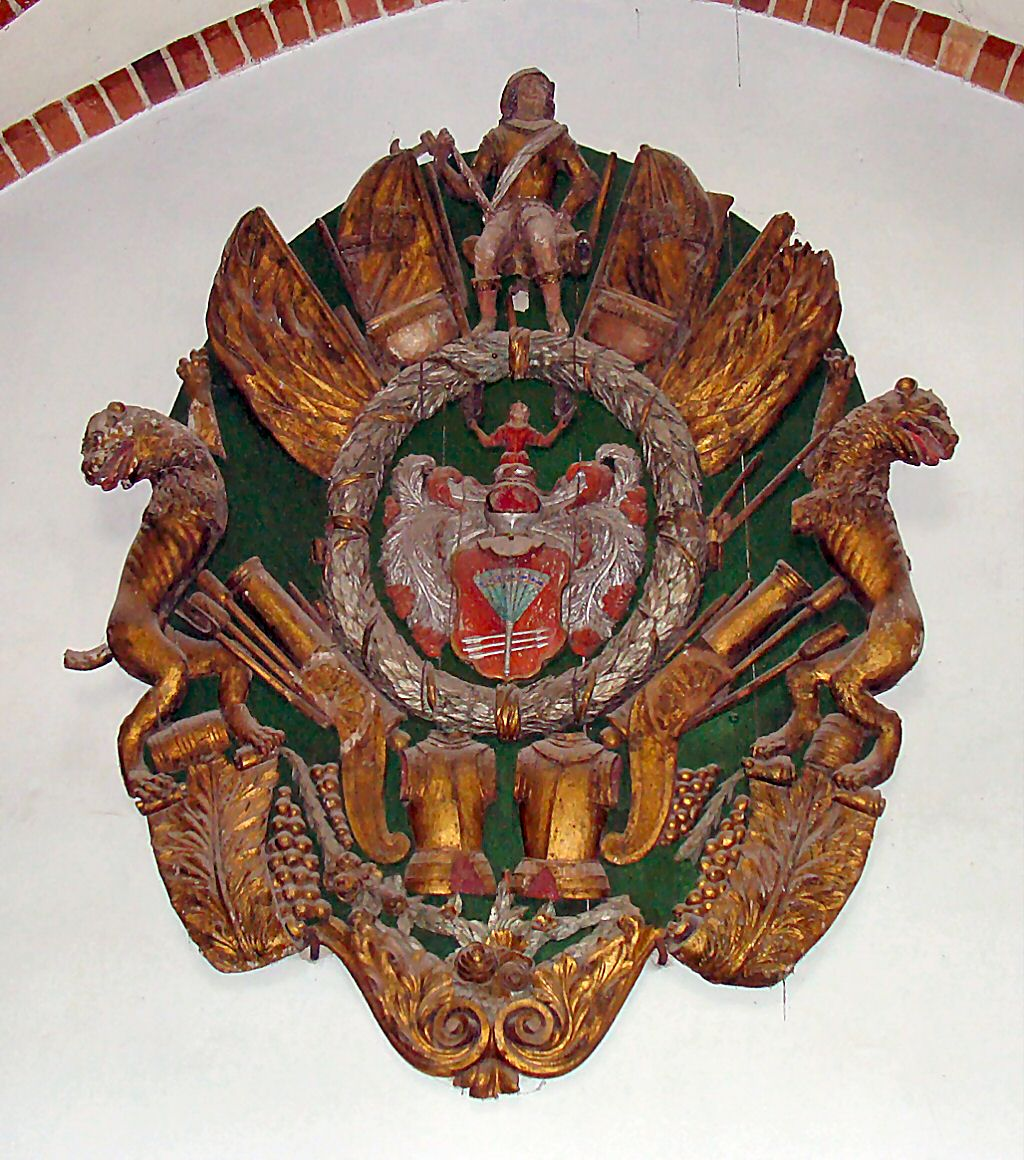
Panoplium feldmarszałka Adama von Weyhera z 1680 (do 1945 w stargardzkiej kolegiacie)
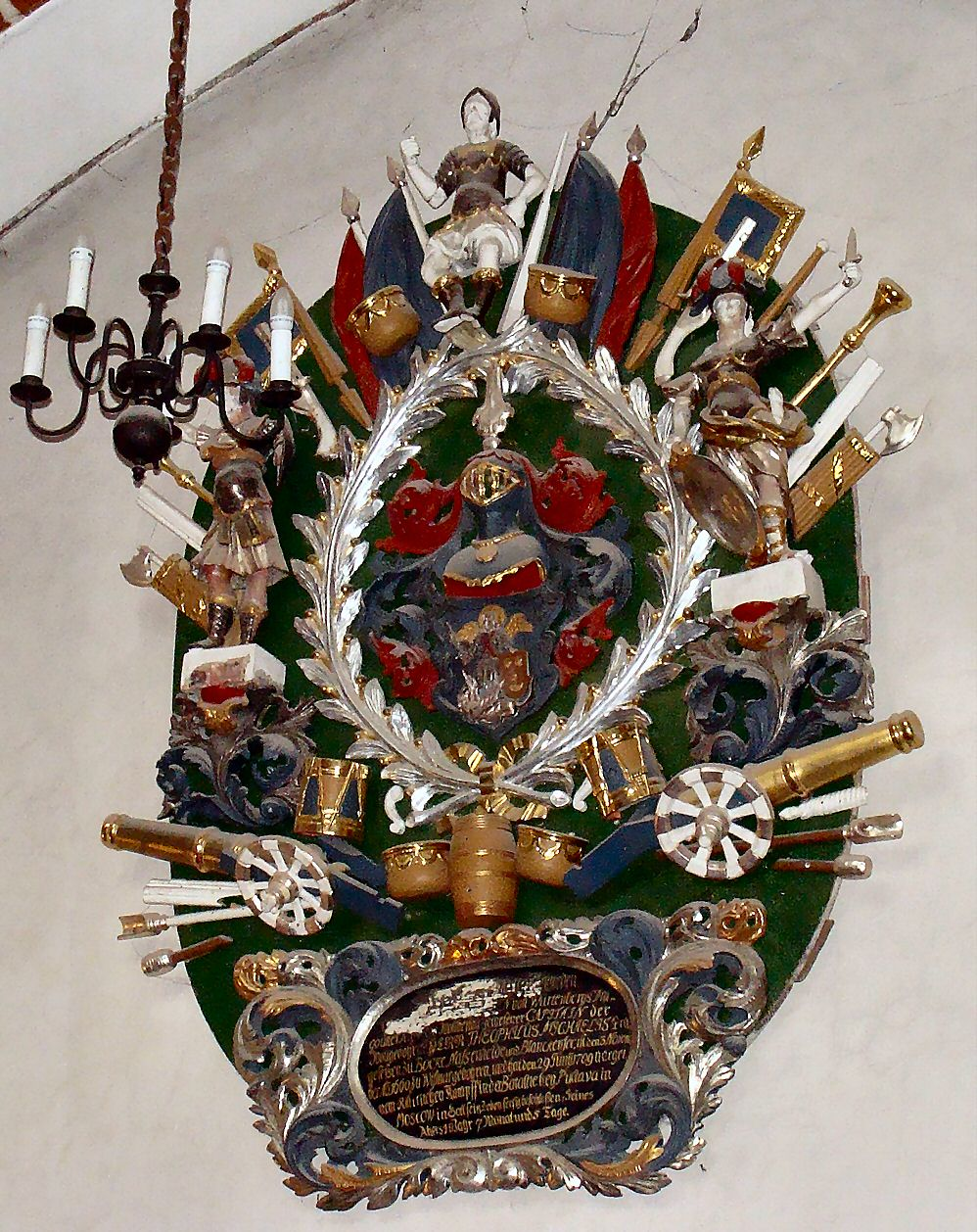
Epitafium i panoplium kapitana Teofila Michaelisa, zmarłego w 1709 r.
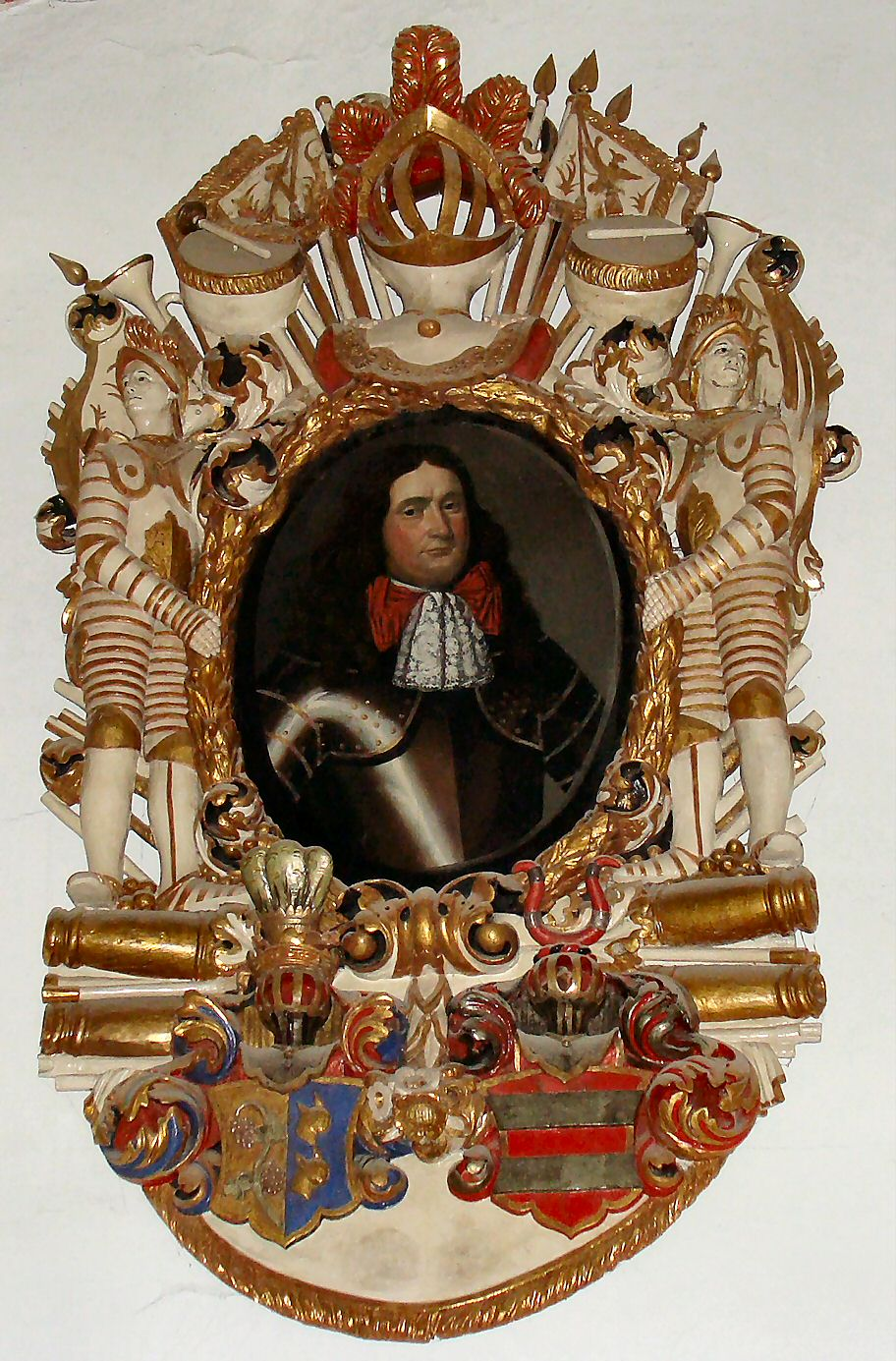
Panoplium Adama Reinharda v. Maltzana, ok. 1689, z kościoła w Koniewie

### Pozostałe obiekty

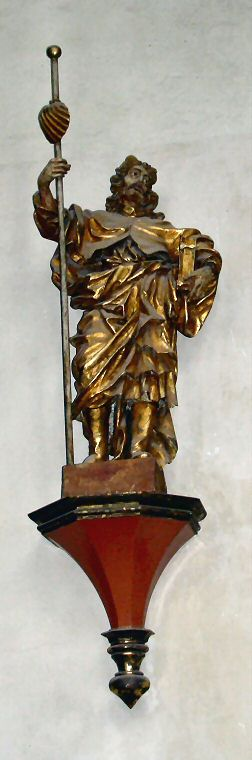
Św. Jakub (1693 r.)
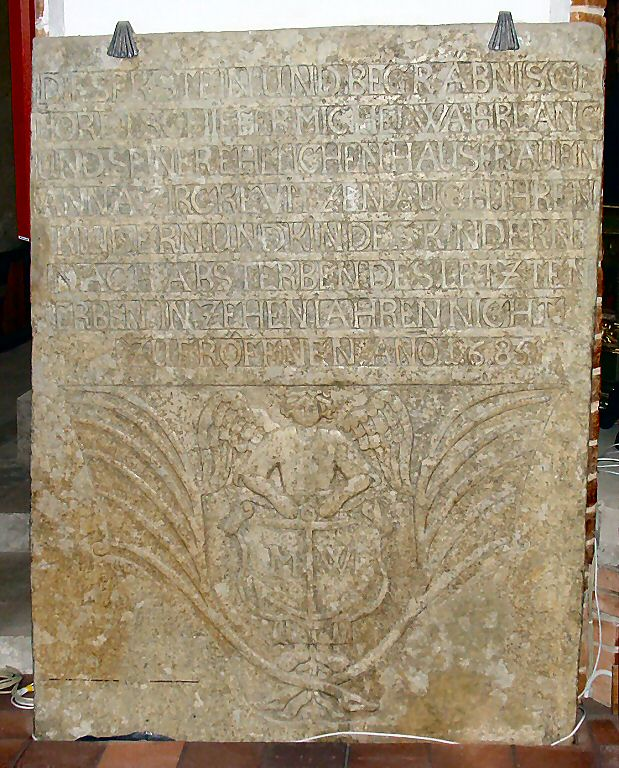
Płyta nagrobna z epitafium Michaela Wahrlanga (1685 r.)
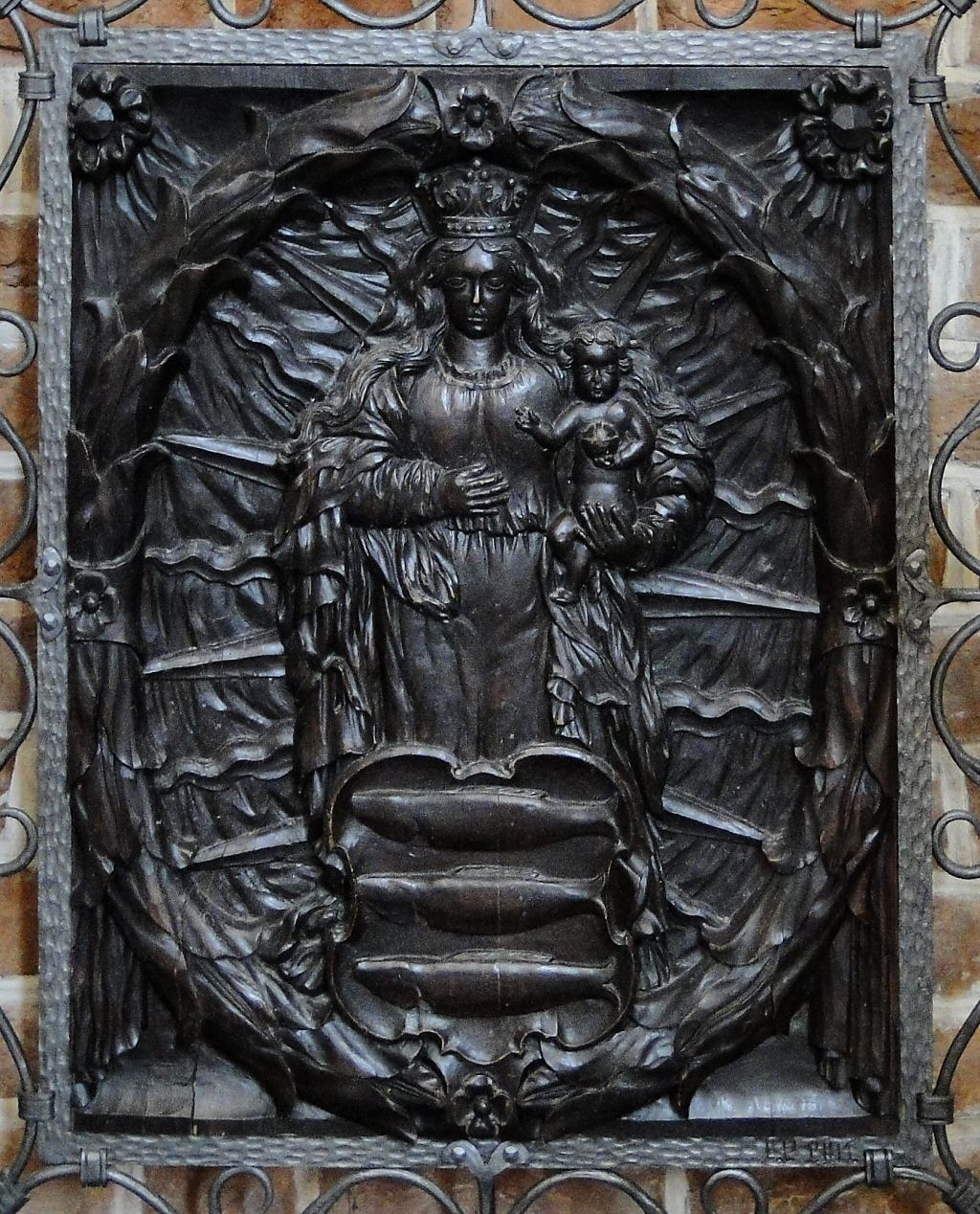
Płaskorzeźba z wizerunkiem Maryi (1683 r.)
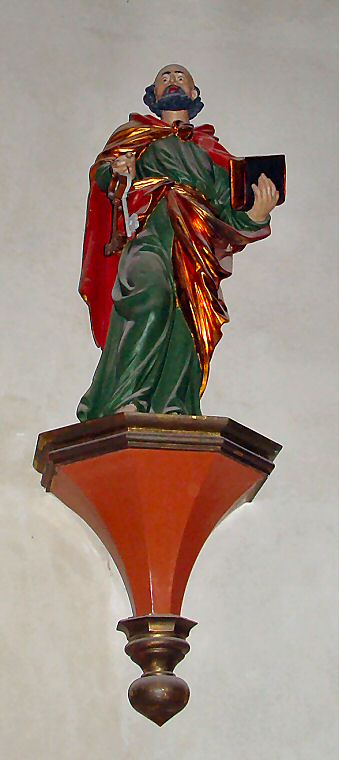
Św. Piotr (XVII w.)

### Tablice pamiątkowe
W szczecińskiej bazylice metropolitalnej znajduje się wiele tablic pamiątkowych.
Poszczególne tablice poświęcone są:

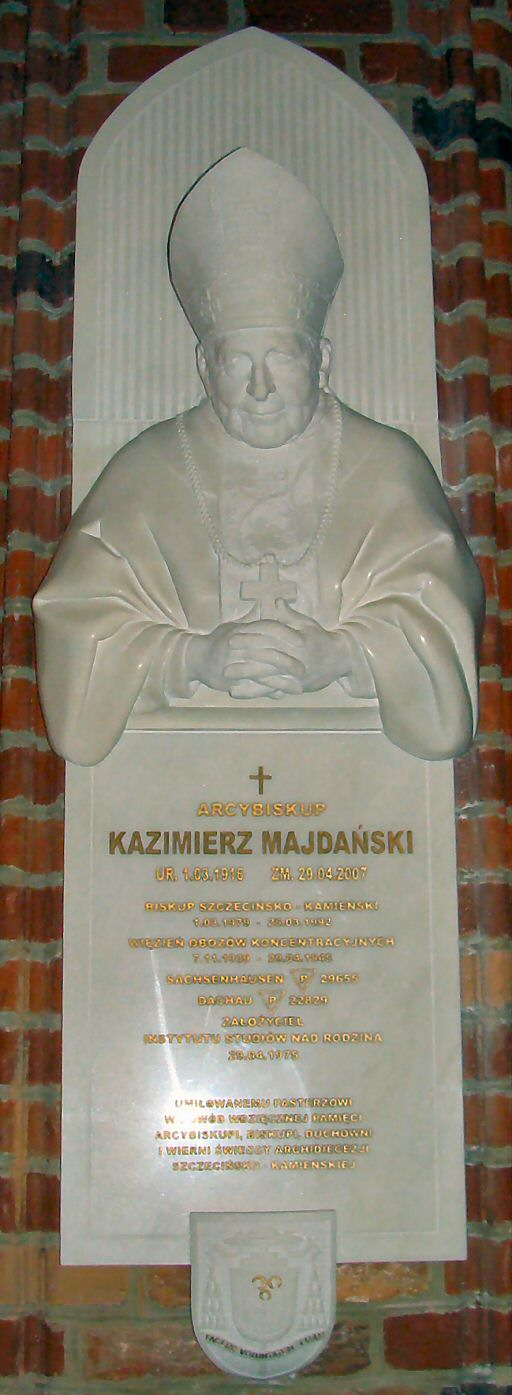
abp Kazimierzowi Majdańskiemu
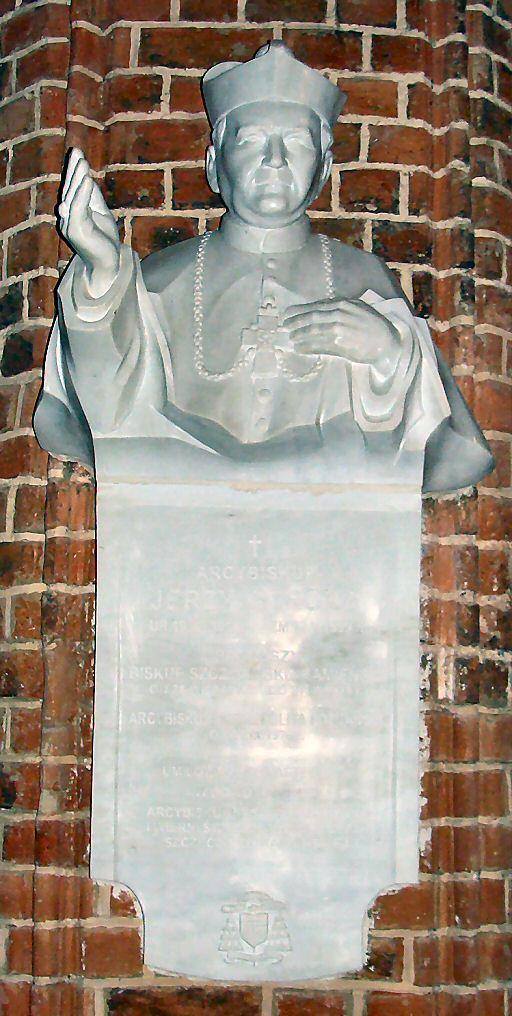
arcybiskupowi Jerzemu Strobie
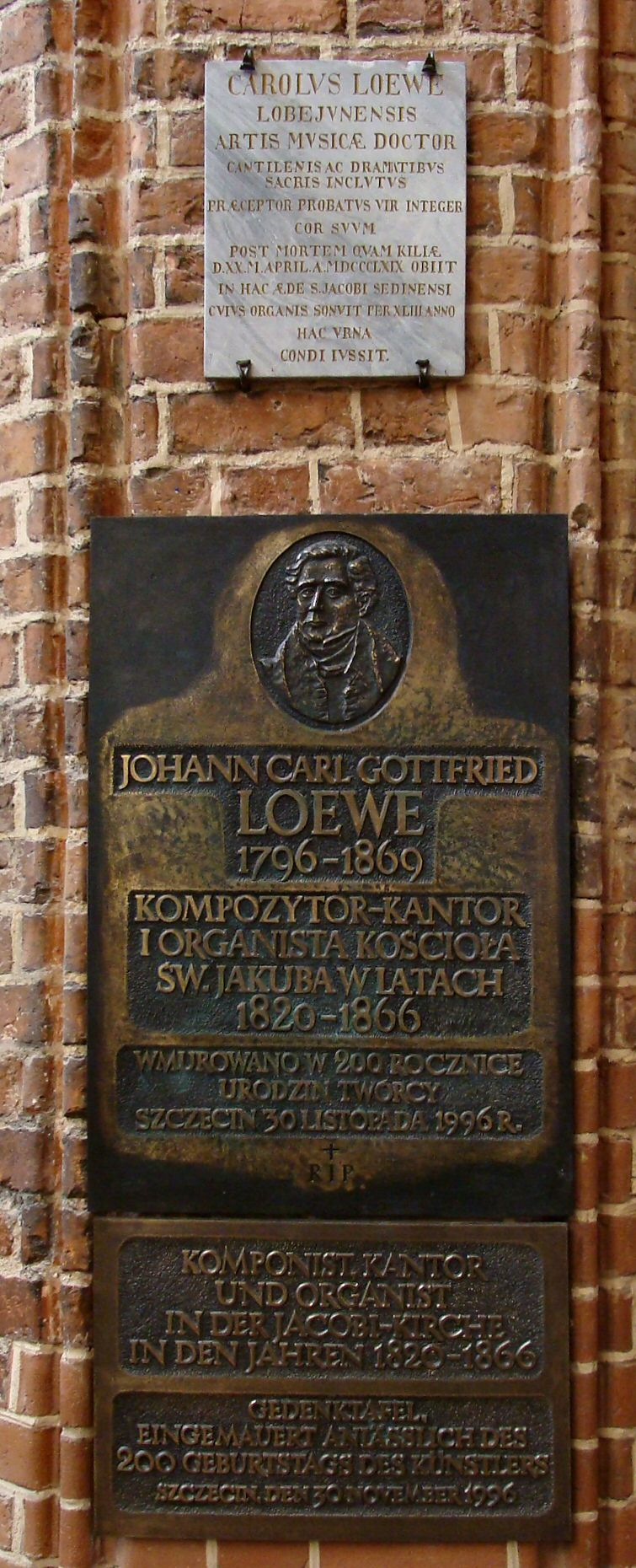
Carlowi Loewe
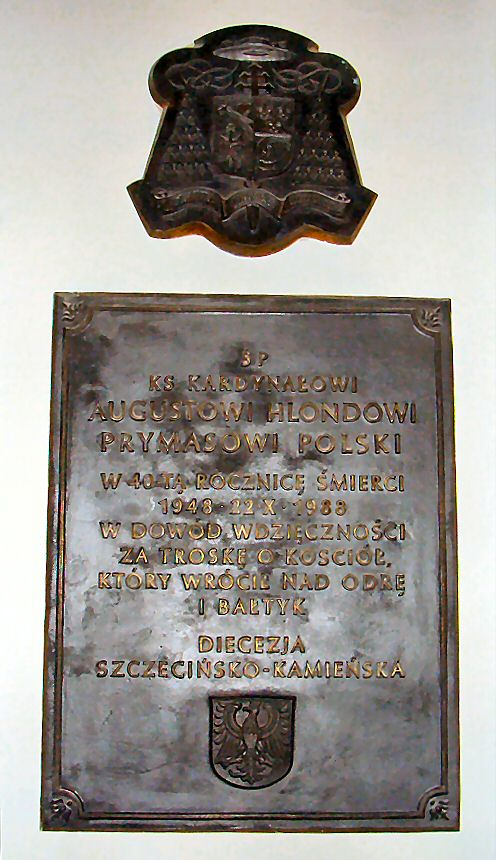
prymasowi Augustowi Hlondowi
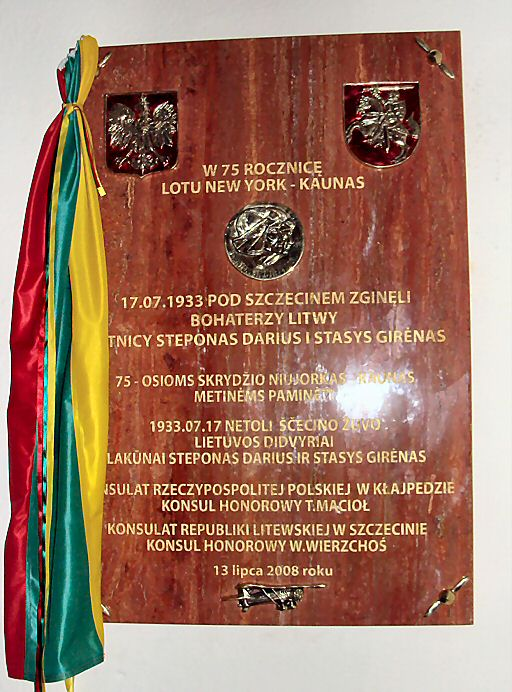
lotnikom litewskim
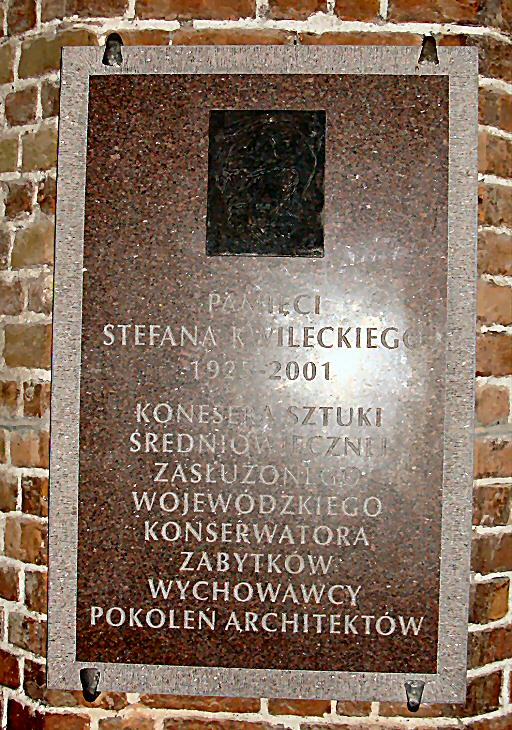
Stefanowi Kwileckiemu
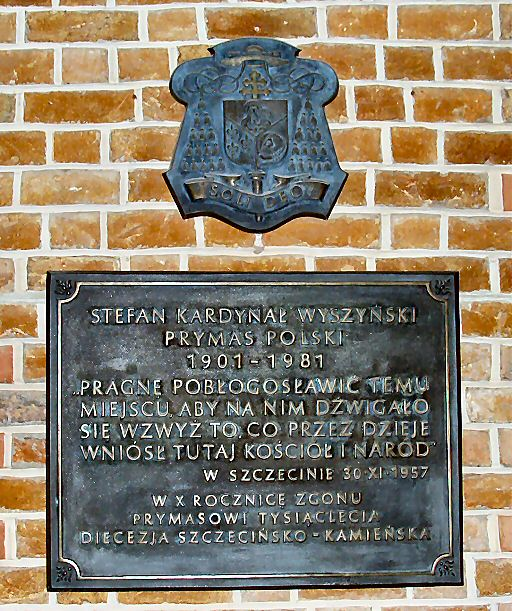
prymasowi Stefanowi Wyszyńskiemu
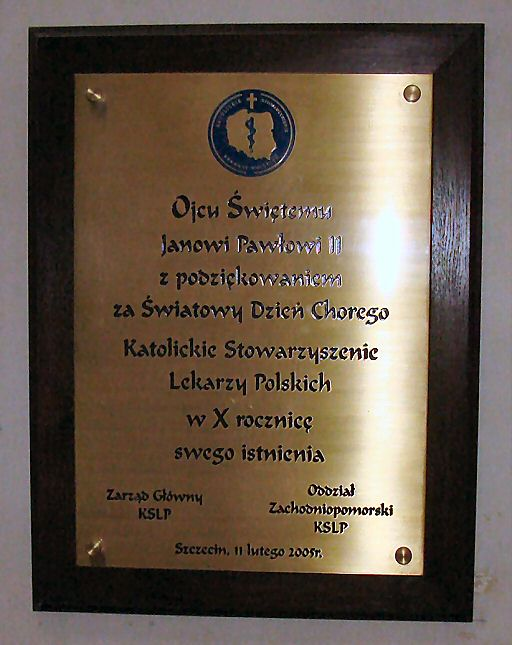
papieżowi Janowi Pawłowi II
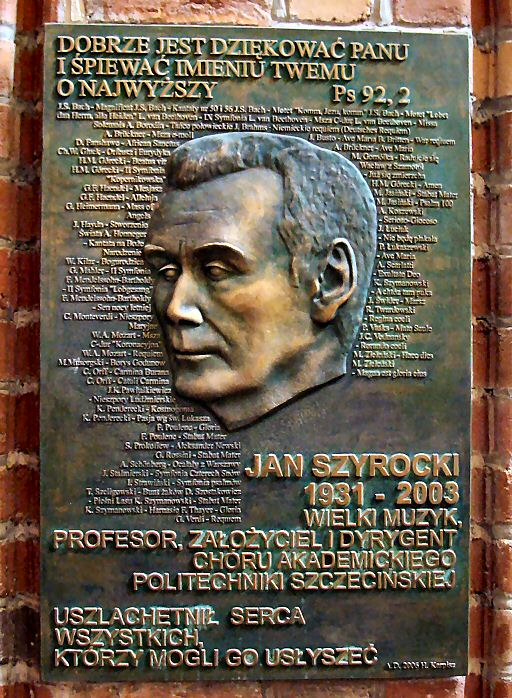
Janowi Szyrockiemu
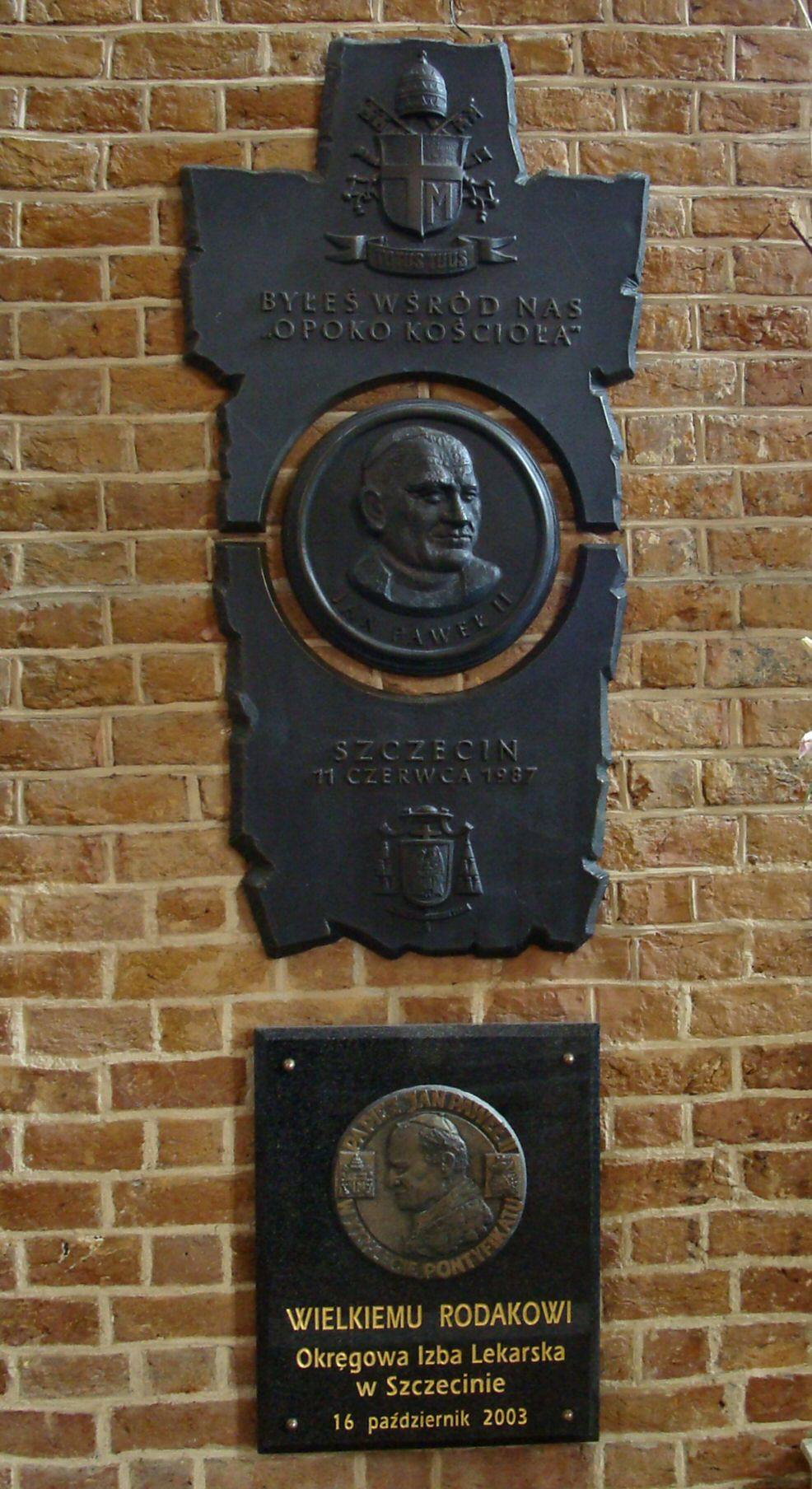
ponownie papieżowi Janowi Pawłowi II

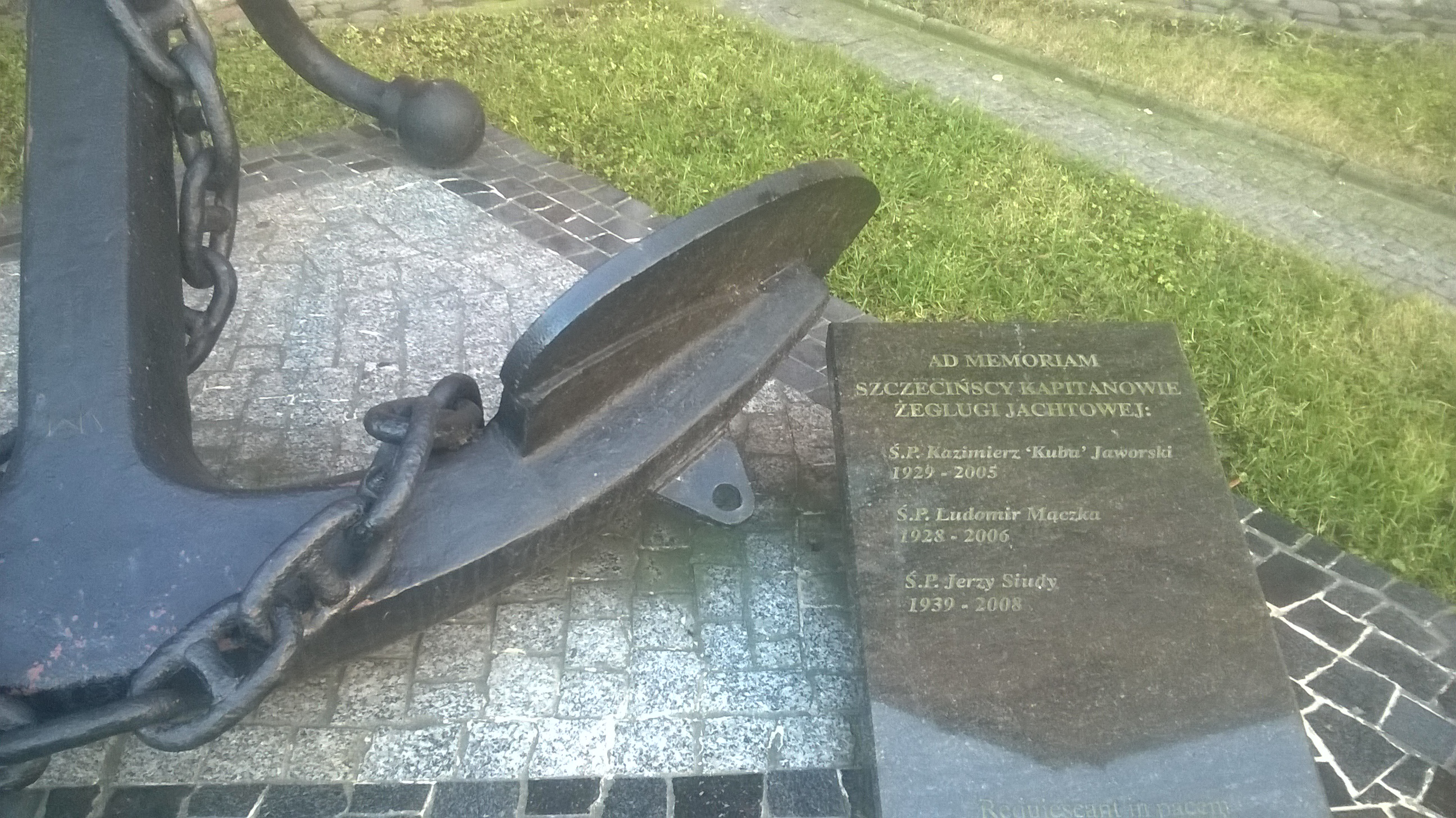
Pamięci Kapitanów

Obok kościoła znajduje się tablica pamiątkowa upamiętniająca trzech szczecińskich kapitanów jachtowych: Kazimierza „Kubę” Jaworskiego, Ludomira Mączkę („Ludek”, „Ludojad”) i Jerzego Siudego. Tablicę umieszczono przy pomniku w formie kotwicy.

### Dzwony
Archikatedra obecnie posiada dwa dzwony w swoim wyposażeniu
|              | Imię                  | Waga    | Ton uderzeniowy | Odlewnia                            | Rok odlania |  |
| ------------ | --------------------- | ------- | --------------- | ----------------------------------- | ----------- |  |
| Wielki dzwon | Dzwon Jakub, Szwedzki | ~6000kg | f/0             | Wawrzyniec Kökeritz                 | 1682        |  |
| Mały dzwon   | Dzwon Niepodległości  | 1000kg  | f/1             | Odlewnia dzwonów Braci Kruszewskich | 2018        |  |

## Inne
- Z największym szczecińskim kościołem związane były znane osoby. Najsłynniejszym organistą ewangelickiego wówczas kościoła św. Jakuba był znany niemiecki kompozytor romantyczny Carl Loewe, znany szczególnie jako autor wielu pieśni (m.in. Switezmädchen i Frau Twardowska do słów Adama Mickiewicza). C.Loewe był przez 45 lat (1820-1865) najwybitniejszą postacią życia muzycznego Szczecina i doprowadził do wykonania wielu wybitnych dzieł – m.in. Pasji według św. Mateusza i Pasji według św. Jana Johanna Sebastiana Bacha. Poprowadził też tu w 1827 szczecińskie prawykonanie IX Symfonii Ludwiga van Beethovena i światowe prawykonanie uwertury do Snu nocy letniej Felixa Mendelssohna-Bartholdy’ego, napisanej do sztuki Williama Shakespeare’a. Pomnik C.Loewego stał przed luterańską świątynią do 1945 r. (do dziś ocalał jedynie neogotycki cokół, na którym stoi obecnie figura Maryi).
- W dniu 13 lipca 2008 Prezydent Republiki Litewskiej Valdas Adamkus odsłonił w bazylice tablicę poświęconą litewskim lotnikom: S. Dariusowi i S. Girėnasowi, których samolot w dniu 17 lipca 1933 rozbił się koło wsi Pszczelnik podczas rekordowego przelotu (bez międzylądowań) na trasie Nowy Jork – Kowno. W katastrofie obaj piloci zginęli[potrzebny przypis].
- Archikatedra świętego Jakuba znajduje się na Europejskim Szlaku Gotyku Ceglanego.